# Liste d'émissions de téléréalité en France
Cette liste présente les émissions de téléréalité diffusées en France, par ordre chronologique.

## Histoire

### Création

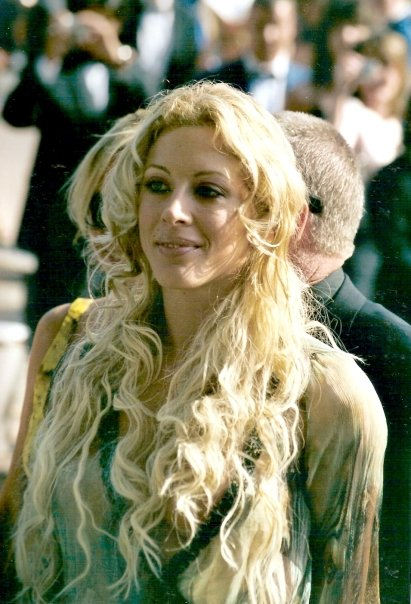
Loana, gagnante de Loft Story, la deuxième émission de téléréalité en France.

La téléréalité s'installe en France en 2001 avec Aventures sur le net, produite par KM Production et diffusée sur TF6 à partir du 8 janvier 2001. Suivra Loft Story, liant dès son origine les médias télévisés, Internet et le téléphone. Des émissions quotidiennes sont diffusées, un live est accessible depuis un site Internet et les téléspectateurs éliminent les candidats au moyen de leur cellulaire. Moins d'un mois après le lancement de cette émission, le CSA demande à la chaîne M6 en particulier de « respecter les dispositions relatives à l'incitation à la consommation du tabac et de l'alcool, et surtout d'éviter tout dérapage de nature à porter atteinte à la dignité de la personne humaine ».
Pour autant, les années 2000 sont celles de la phase d'expérimentation du concept de télé-réalité, reprenant les mêmes recettes transmédias. Parmi les émissions dotées des plus gros budgets, on peut citer Star Academy et La Ferme Célébrités. D'autres se contentent de diffusions hebdomadaires (Nouvelle Star) ou encore de procédures particulières d'élimination (entre candidats et sans intervention du public pour Koh-Lanta).

### Innovations
Les lives Internet finissent par disparaître après une décision de la Cour de cassation en 2009 mais ce média reste un lieu d'expérimentation important pour fidéliser le public de télé-réalité (site officiel, contenus exclusifs, rediffusions à heure fixe, forums de téléspectateurs, blogs, etc.). Mais dans cette première décennie de la télé-réalité, les échanges candidats-public ne sont pas encore la norme et c'est le récit présenté par le programme qui domine, les internautes se limitant à le commenter entre eux.
L'arrivée des Anges en 2011 permet à la téléréalité de se « transforme[r] en un gigantesque feuilleton transmédia » note la sociologue Nathalie Nadaud-Albertini. Les participants de l'émission sont en effet d'anciens membres d'autres programmes, ce qui crée « un immense nœud narratif entre toutes les émissions, chacune devenant à la fois la source et l’extension d’un grand récit ». Certains participants deviennent récurrents dans leurs apparitions. De nombreux concepts similaires voient ensuite le jour (par exemple La Villa des cœurs brisés ou L'Île des vérités).
Le développement des réseaux sociaux et de la presse people accompagnent leur diffusion, permettant une continuité narrative sur les intrigues qui y sont présentées,.
Défendus par une communauté de fans, les candidats tendent parfois à devenir plus importants que les émissions elles-mêmes, leur notoriété se fabriquant en particulier depuis Internet. Les diffuseurs suivent cette évolution en délinéarisant leurs programmes (replays, courtes vidéos thématiques consacrées à tel ou tel participant et adaptées aux smartphones et aux tablettes, etc.). Les liens vers ces extraits sont ensuite partagés par les candidats sur leurs réseaux sociaux, notamment Twitter, incitant les internautes à réagir. Comme l'indique Nathalie Nadaud-Albertini, « le web propose ainsi une sorte de récit à la carte qui permet à chaque téléspectateur de suivre la partie du programme qui l’intéresse ». D'autres médias sont aussi mobilisés, talk-shows (Le Mag) et vidéos YouTube (« baignoire » de Jeremstar), « fourniss[a]nt des compléments narratifs aux émissions officielles en cours de diffusion, sous la forme de mini-récits à la carte ».

### Années 2010
À la suite de la crise économique, l'accent est désormais moins mis sur la critique que sur l'empathie, illustré par l'émission musicale The Voice, qui ne comporte pas « de jury mais des coachs qui ne saquent jamais ».
Les années 2010 voient aussi apparaître une forme de business, pour que les candidats continuent à percevoir des revenus après leurs passages dans des émissions, notamment en monétisant leur image auprès de marques, via de la publicité sur leurs réseaux sociaux.
En 2017, Le Figaro écrit que « le concept, autrefois adoré, ne séduit plus et surtout, ne surprend plus ». Par manque de renouvellement (même vivier de candidats, mêmes destinations exotiques, mêmes codes narratifs et intrigues amoureuses), les émissions de télé-réalité accusent en effet une baisse d'audience, Secret Story disparaissant par exemple de la grille de TF1 pour être diffusée sur la chaîne de la TNT NT1 et passant en trois ans de 2 millions de téléspectateurs à 600 000.

## Cadre juridique applicable

### Contrat de travail
En 2009, la Cour de cassation rappelle que « l’existence d’une relation de travail ne dépend ni de la volonté exprimée par les parties ni de la dénomination qu’elles ont donnée à leur convention mais des conditions de fait dans lesquelles est exercée l’activité des travailleurs ». En l'espèce, comme l'a relevé la Cour d'appel de Paris, les participants de L'Île de la Tentation (saison 2003) ont bien réalisé une « prestation de travail exécutée sous la subordination de la société Glem » avec une rémunération de 1 525 euros ce qui justifie la requalification en contrat de travail. Certains juristes restent interrogatifs s'agissant de la réelle avancée que constituerait cet arrêt pour le traitement des candidats de télé-réalité. Par exemple, Jean-Emmanuel Ray questionne la licéité du contrat au regard de la dignité humaine et dresse un parallèle avec l'affaire du lancer de nains. Il écrit ainsi : « Est-on sûr, (...) que se laisser filmer 22 h /24 dans des positions horizontales de plus en plus variées ne ressort pas de la même analyse ? ». Dans le même sens, Nathalie Baruchel relève que la qualification de contrat de travail s'accommode mal des prescriptions relatives à la protection de la vie privée (enregistrement 24h/24) ou encore concernant la nécessité de respecter un temps minimal de repos (inapplicable en raison des exigences de la production d'être disponible à chaque instant).
En toute hypothèse, cet arrêt de la haute juridiction ouvre le pas à des requalifications de même nature (contrat de travail) pour d'autres candidats dès lors que les éléments légaux sont réunis (prestation de travail, rémunération en contrepartie et lien de subordination). C'est le cas en 2013 (toujours pour L'Île de la Tentation) puis en 2015 lorsque la Cour de cassation valide le raisonnement de juges du fond concernant l'émission Pekin Express.

### Droit à l'image et à la vie privée
Les candidats de télé-réalité cèdent à la société de production le droit d'exploiter leur image bien que ceci demeure limité dans le temps : tous les enregistrements du tournage sont la propriété de l'entreprise qui peut les utiliser comme bon lui semble. Certains candidats de l'émission Le Bachelor et d'autres de Marjolaine et les Millionnaires ont néanmoins intenté une action en justice en réclamant la reconnaissance d'un abus par la société de production. Dans les deux affaires, la cour d'appel de Versailles a rejeté les griefs en considérant que les individus avaient signé des conventions autorisant la diffusion des séquences ce qui démontrait qu'ils étaient informés du fait que leur image serait exposée aux yeux du grand public. Les juges du fond ont également reconnu que le droit à la vie privée avait été cédé de la même manière et sous les mêmes conditions.
Reste la question de savoir si le consentement peut être retiré ou modifié après la conclusion du contrat. Lors de la première édition de Loft Story, le CSA, de par son intervention, a permis que les candidats puissent retirer leur consentement pour « de justes motifs ». Le même droit, pour « motifs sérieux » a été prévu dans le cadre de L'Ile de la Tentation et de Koh-Lanta.

### Libertés individuelles
En 2014, la société ALP (Koh Lanta) est condamnée, entre autres, sur le fondement de « l'atteinte aux libertés individuelles », à verser 3000 euros de dommages-intérêts à un ex-candidat pour ne pas lui avoir laissé la possibilité de quitter le lieu du tournage (du fait de la remise de son passeport), ni de communiquer avec l’extérieur.

## Critiques et mises en cause

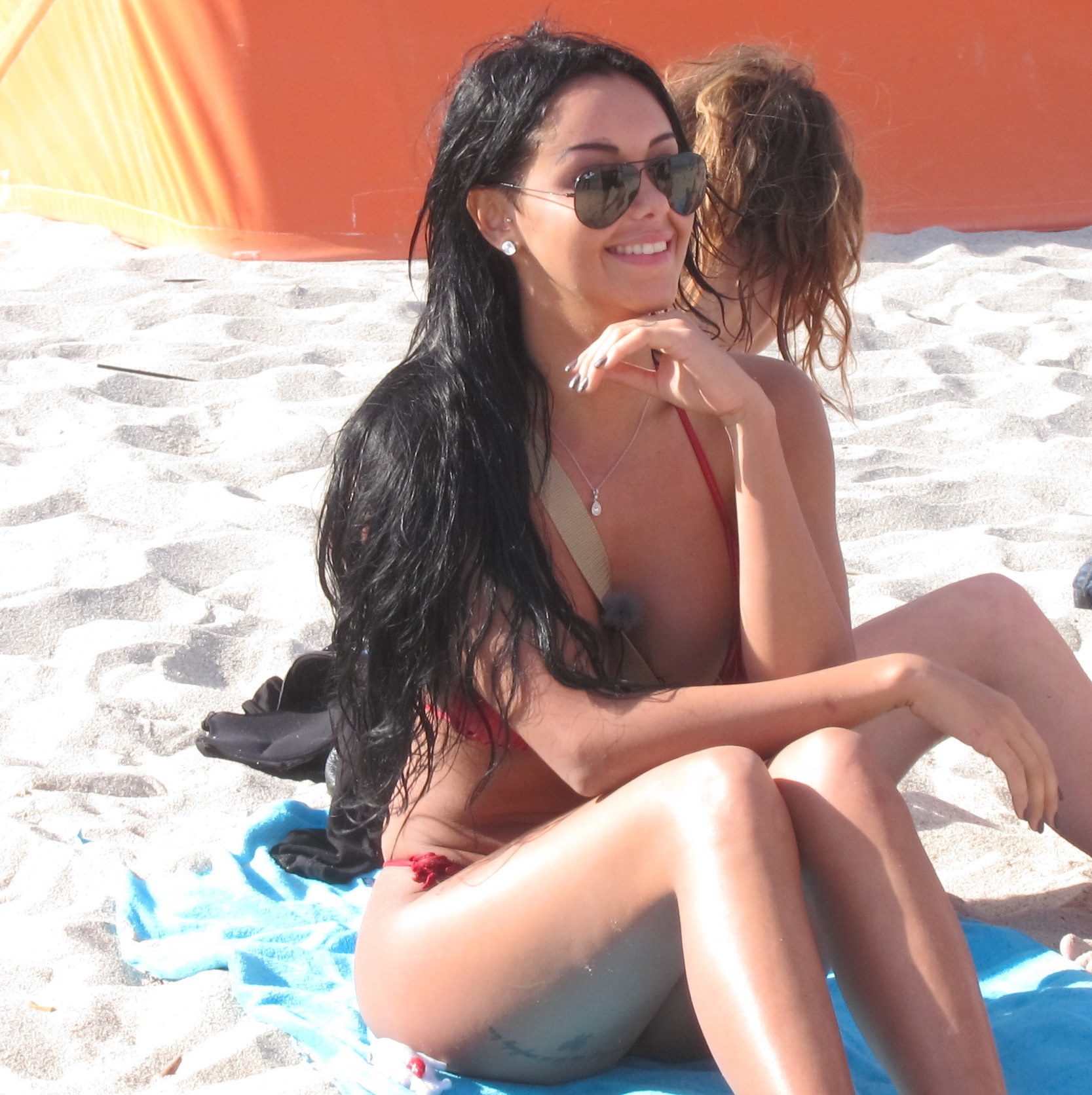
Nabilla, personnage phare de l'émission Les Anges de la téléréalité.

La télé-réalité fait l'objet d'une salve de mises en cause après la mort d'un candidat au début du tournage de la 13e saison de Koh-Lanta et conduit les responsables de chaîne à repenser leur modèle. Le CSA envisage d'édicter une charte de bonnes pratiques. Après ce décès, la membre du CSA Françoise Laborde estime même qu'il y aura « un avant et un après Koh-Lanta »,, proposant notamment d'interdire la téléréalité avant 22 heures, suggestion rejetée par le président du CSA, Olivier Schrameck et critiquée notamment par le sémiologue François Jost, qui pointe la simplicité d'une telle mesure, n'importe qui pouvant regarder en différé sur Internet ou en vidéo à la demande une émission diffusée à une heure tardive.

## Émissions

### 2001

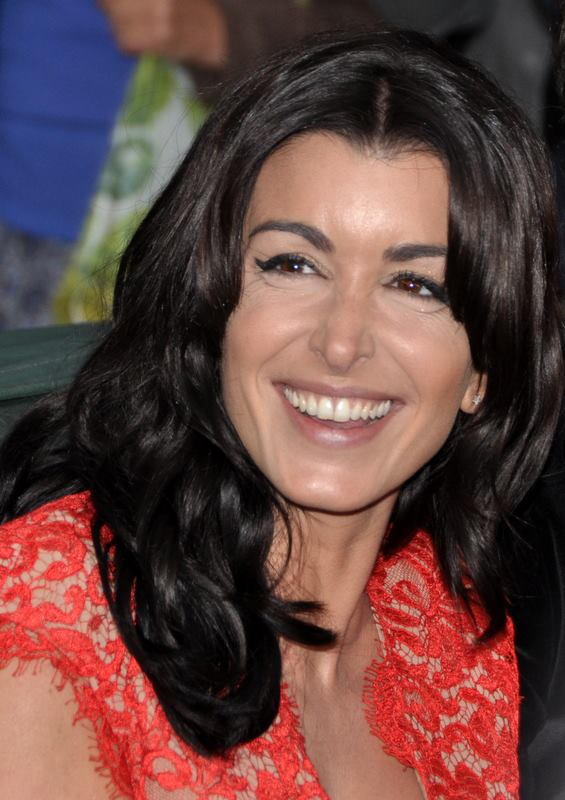
Jenifer en 2012.

- Aventures sur le net est diffusée du 8 janvier 2001 au 13 juillet 2001 sur TF6. Elle a été remportée par I'équipe Violet (Catherine, Mickaël, Alain).
- La première saison de Loft Story est diffusée sur M6 du 26 avril 2001 au 5 juillet 2001 et présentée par Benjamin Castaldi et Marie Guillaumond. Elle a été remportée par Loana Petrucciani et Christophe Mercy.
- La première saison de Koh-Lanta : Les Aventuriers de Koh-Lanta est diffusée sur TF1 du 4 août 2001 au 21 septembre 2001 et présentée par Hubert Auriol. Elle a été remportée par Gilles.
- La première saison de Popstars est diffusée sur M6 du 20 septembre 2001 au 20 décembre 2001. Elle a été remportée par les L5.
- La première saison de Star Academy est diffusée sur TF1 du 20 octobre 2001 au 12 janvier 2002 et présentée par Nikos Aliagas. Elle a été remportée par Jenifer.

### 2002
- La deuxième saison de Loft Story est diffusée sur M6 du 11 avril 2002 au 4 juillet 2002 et présentée par Benjamin Castaldi et Séverine Ferrer. Elle a été remportée par Karine Delgado et Thomas Saillofest.
- La deuxième saison de Koh-Lanta : Nicoya est diffusée sur TF1 du 28 juin 2002 au 13 septembre 2002 et présentée par Denis Brogniart. Elle a été remportée par Amel.
- La première saison de L'Île de la tentation est diffusée sur TF1 du 6 juillet 2002 au 25 août 2002 et présentée par Stéphane Bouillaud.
- La première saison de Opération séduction aux Caraïbes est diffusée sur M6 du 11 juillet 2002 au 28 août 2002 et présentée par Ariane Brodier, Léa, Loan Mass et Vanessa Lelay. Elle a été remportée par Thomas Mège.
- La deuxième saison de Popstars est diffusée sur M6 du 29 août 2002 au 19 décembre 2002. Elle a été remportée par les Whatfor.
- La deuxième saison de Star Academy est diffusée sur TF1 du 31 août 2002 au 21 décembre 2002 et présentée par Nikos Aliagas. Elle a été remportée par Nolwenn Leroy.

### 2003

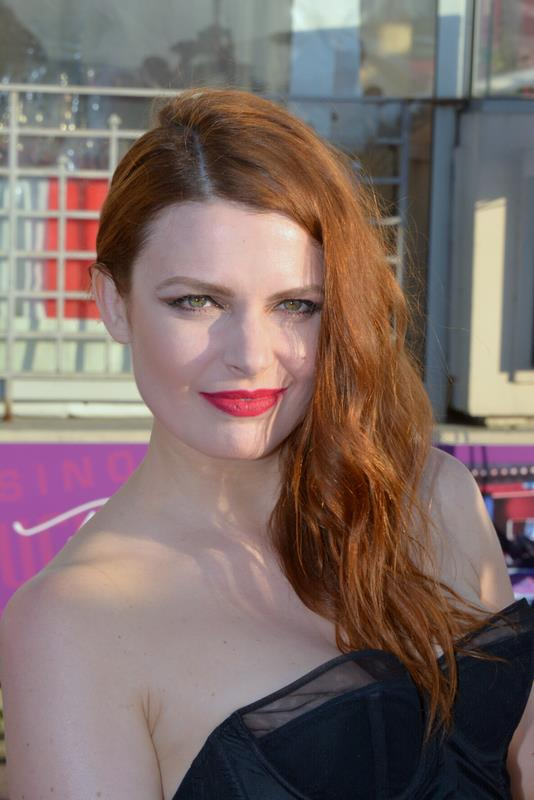
Elodie Frégé, Cabourg 2017.

- À bout de forces sur M6, présentée par Nathalie Simon.
- La première saison de Nouvelle Star, intitulée À la recherche de la nouvelle star, est diffusée sur M6 du 23 mars 2003 au 10 juillet 2003 et présentée par Benjamin Castaldi. Elle a été remportée par Jonatan Cerrada.
- Nice People est diffusée sur TF1 du 26 avril 2003 au 5 juillet 2003 et présentée par Flavie Flament et Arthur. Elle a été remportée par Serena.
- La première saison de Bachelor, le gentleman célibataire est diffusée sur M6 du 7 mai 2003 au 25 mai 2003 et présentée par Stéphane Rotenberg. Olivier, le Bachelor, a choisi Alexandra.
- La troisième saison de Koh-Lanta : Bocas del Toro est diffusée sur TF1 du 6 juin 2003 au 29 août 2003 et présentée par Denis Brogniart. Elle a été remportée par Isabelle et Delphine.
- Greg le millionnaire a été diffusé sur TF1 du 6 juin 2003 au 25 juillet 2003. Greg a choisi Marika.
- La deuxième saison de Opération séduction aux Caraïbes est diffusée sur M6 du 2 juillet 2003 au 21 août 2003 et présentée par Bertrand Lacherie, Fabrice, Fred et Sébastien Nicolas. Elle a été remportée par Carole Quintaine.
- La deuxième saison de L'Île de la tentation est diffusée sur TF1 du 12 juillet 2003 au 30 août 2003 et présentée par Stéphane Bouillaud.
- La troisième saison de Popstars est diffusée sur M6 du 28 août 2003 au 20 novembre 2003. Elle a été remportée par Les Linkup.
- La troisième saison de Star Academy est diffusée sur TF1 du 30 août 2003 au 20 décembre 2003 et présentée par Nikos Aliagas. Elle a été remportée par Élodie Frégé.

### 2004

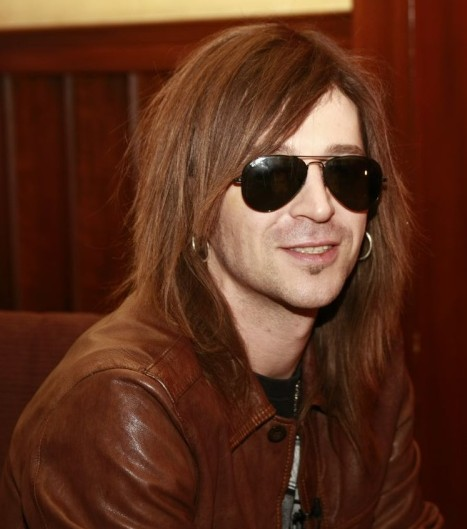
Steeve Estatof - Mai 2008.

- Queer, cinq experts dans le vent est diffusée sur TF1 en 2004.
- La deuxième saison de Bachelor, le gentleman célibataire est diffusée sur M6 du 8 janvier 2004 au 24 février 2004 et présentée par Stéphane Rotenberg. Steven, le Bachelor, repart seul.
- La première saison de On a échangé nos mamans est diffusée sur M6 du 13 janvier 2004 au 1er juin 2004
- La deuxième saison de Nouvelle Star est diffusée sur M6 du 11 février 2004 au 13 mai 2004 et présentée par Benjamin Castaldi. Elle a été remportée par Steeve Estatof.
- La première saison de Les Colocataires est diffusée sur M6 du 7 avril 2004 au 19 juin 2004 et présentée par Frédérique Courtadon. Elle a été remportée par Sébastien.
- La première saison de La Ferme Célébrités est diffusée sur TF1 du 10 avril au 18 juin 2004 et présentée par Christophe Dechavanne et Patrice Carmouze. Elle a été remportée par Pascal Olmeta.
- Le Chantier est diffusée sur M6 du 3 mai 2004 au 22 juin 2004 est présentée par Véronique Mounier. Elle a été remportée par Steven et Raoul.
- La quatrième saison de Koh-Lanta : Panama est diffusée sur TF1 du 2 juillet 2004 au 31 août 2004 et présentée par Denis Brogniart. Elle a été remportée par Philippe.
- Marjolaine et les Millionnaires est diffusée sur TF1 du 2 juillet 2004 au 20 août 2004. Marjolaine a choisi Johann.
- La troisième saison de Opération séduction aux Caraïbes (rebaptisée Opération séduction : les parents s'en mêlent !) est diffusée sur M6 du 8 juillet 2004 au 26 août 2004 et présentée par Julienne Bertaux. Elle a été remportée par Nils.
- La troisième saison de L'Île de la tentation est diffusée sur TF1 du 10 juillet 2004 au 29 août 2004 et présentée par Stéphane Bouillaud.
- La première saison de Le Pensionnat : Le Pensionnat de Chavagnes est diffusée sur M6 du 2 septembre 2004 au 7 octobre 2004.
- La quatrième saison de Star Academy est diffusée sur TF1 du 3 septembre 2004 au 22 décembre 2004 et présentée par Nikos Aliagas. Elle a été remportée par Grégory Lemarchal.
- La seconde saison de On a échangé nos mamans est diffusée sur M6 du 7 septembre 2004 au 17 mai 2005.
- Gloire et Fortune : La Grande Imposture est diffusée sur M6 du 14 octobre 2004 au 11 novembre 2004 et présentée par Pierre Dhostel.

### 2005

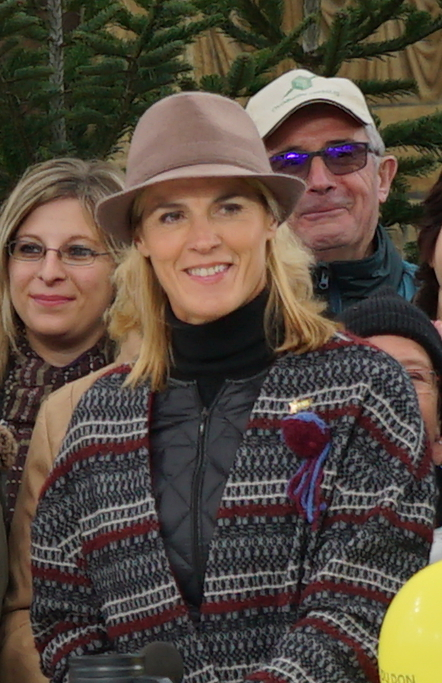
Nathalie Simon.

- Première Compagnie est diffusée sur TF1 du 5 février 2005 au 25 mars 2005 et présentée par Laurence Boccolini et Bruno Roblès. Elle a été remportée par Nathalie Simon.
- La troisième saison de Nouvelle Star est diffusée sur M6 du 10 février 2005 au 12 mai 2005 et présentée par Benjamin Castaldi. Elle a été remportée par Myriam Abel.
- La première saison de Le camp des fortes têtes est diffusé sur M6.
- La troisième saison de Bachelor, le gentleman célibataire est diffusée sur M6 du 2 mars 2005 au 20 avril 2005 et présentée par Stéphane Rotenberg. Karl, le Bachelor, a choisi Julie.
- La deuxième saison de La Ferme Célébrités est diffusée sur TF1 du 30 avril 2005 au 28 juin 2005 et présentée par Christophe Dechavanne et Patrice Carmouze. Elle a été remportée par Jordy.
- La cinquième saison de Koh-Lanta : Pacifique est diffusée sur TF1 du 1er juillet 2005 au 6 septembre 2005 et présentée par Denis Brogniart. Elle a été remportée par Clémence Castel.
- La première saison de Top Model est diffusée sur M6 du 5 juillet 2005 au 25 août 2005 et présentée par Adriana Karembeu. Elle a été remportée par Alizée.
- La quatrième saison de L'Île de la tentation est diffusée sur TF1 du 12 juillet 2005 au 30 août 2005 et présentée par Céline Géraud. Laurence et François, Lalie et Roberto repartent ensemble.
- La première saison de Mon incroyable fiancé est diffusée sur TF1 en 2005 et présentée par Delphine de Turckheim.
- La deuxième saison de Le Pensionnat : Le Pensionnat de Sarlat est diffusée sur M6 en septembre et octobre 2005.
- La cinquième saison de Star Academy est diffusée sur TF1 du 2 septembre 2005 au 16 décembre 2005 et présentée par Nikos Aliagas. Elle a été remportée par Magalie Vaé.
- La troisième saison de On a échangé nos mamans est diffusée sur M6 du 20 septembre 2005 au 24 janvier 2006.

### 2006

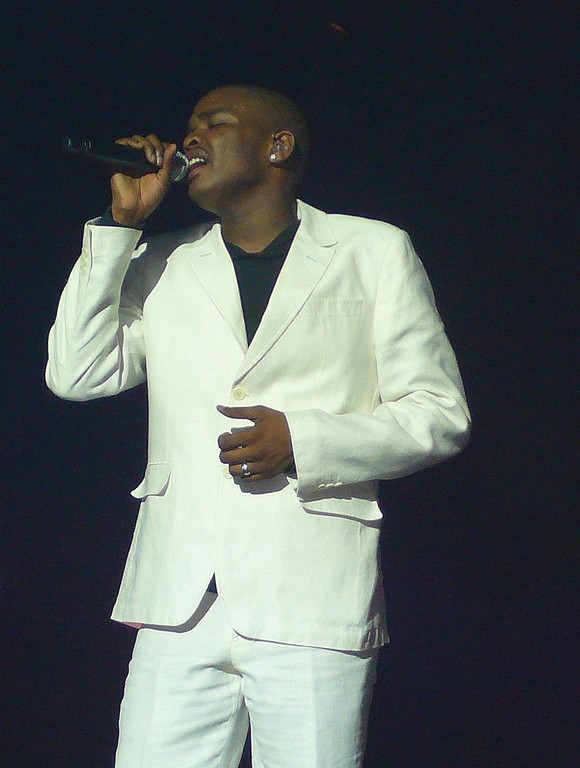
Cyril Cinélu en 2007.

- La première saison de Pékin Express est diffusée sur M6 du 15 janvier 2006 au 1er avril 2006 et présentée par Stéphane Rotenberg. Elle a été remportée par Fathi et Médi.
- La seule saison de Le Royaume est diffusée sur TF1 du 18 février 2006 au 25 février 2006, avant d'être finalement, en cours, annulée. Présentée par Guillaume Zublena, elle a été remportée par Mohammed.
- La quatrième saison de Nouvelle Star est diffusée sur M6 du 22 février 2006 au 8 juin 2006 et présentée par Benjamin Castaldi puis Virginie Efira. Elle a été remportée par Christophe Willem.
- La première saison de Je suis une célébrité, sortez-moi de là ! est diffusée sur TF1 du 14 avril 2006 au 28 avril 2006 et présentée par Jean-Pierre Foucault et Christophe Dechavanne. Elle a été remportée par Richard Virenque.
- La cinquième saison de L'Île de la tentation est diffusée sur TF1 du 11 juillet 2006 au 29 août 2006 et présentée par Céline Géraud. Seul Jennifer et Joël repartent ensemble.
- La première saison de L'amour est dans le pré est diffusée sur M6 du 20 juillet 2006 au 29 juillet 2006 et présentée par Véronique Mounier.
- La sixième saison de Koh-Lanta : Vanuatu est diffusée sur TF1 du 21 juillet 2006 au 5 septembre 2006 et présentée par Denis Brogniart. Elle a été remportée par François-David.
- La sixième saison de Star Academy est diffusée sur TF1 du 1er septembre 2006 au 22 décembre 2006 et présentée par Nikos Aliagas. Elle a été remportée par Cyril Cinélu.
- La première saison de La France a un incroyable talent est diffusée sur M6 du 2 novembre 2006 au 12 décembre 2006. Elle a été remportée par Salah.

### 2007
- La cinquième saison de Nouvelle Star est diffusée sur M6 du 28 février 2007 au 13 juin 2007 et présentée par Virginie Efira. Elle a été remportée par Julien Doré.
- La deuxième saison de Pékin Express est diffusée sur M6 du 20 mars 2007 au 22 mai 2007 et présentée par Stéphane Rotenberg. Elle a été remportée par Nadine et Sylvie.
- La première saison de Secret Story est diffusée sur TF1 du 23 juin 2007 au 31 août 2007 et présentée par Benjamin Castaldi. Elle a été remportée par Les Triplées : Johanna, Marjorie et Cyrielle Bluteau.
- La septième saison de Koh-Lanta : Palawan est diffusée sur TF1 du 29 juin 2007 au 11 septembre 2007 et présentée par Denis Brogniart. Elle a été remportée par Jade et Kévin.
- La deuxième saison de L'amour est dans le pré est diffusée sur M6 du 2 juillet 2007 au 13 août 2007 et présentée par Alessandra Sublet.
- La sixième saison de L'Île de la tentation est diffusée sur TF1 du 10 juillet 2007 au 28 août 2007 et présentée par Céline Géraud. Lindsay et Joanna et Olivier et Carine repartent ensemble.
- La quatrième saison de Popstars est diffusée sur M6 du 3 septembre 2007 au 26 octobre 2007. Elle a été remportée par Sheryfa Luna.
- La septième saison de Star Academy est diffusée sur TF1 du 23 octobre 2007 au 15 février 2008 et présentée par Nikos Aliagas. Elle a été remportée par Quentin Mosimann.
- La deuxième saison de Top Model est diffusée sur M6 du 29 octobre 2007 au 21 décembre 2007 et présentée par Adriana Karembeu. Elle a été remportée par Karen.
- La deuxième saison de La France a un incroyable talent est diffusée sur M6 du 6 novembre 2007 au 11 décembre 2007. Elle a été remportée par Junior.

### 2008

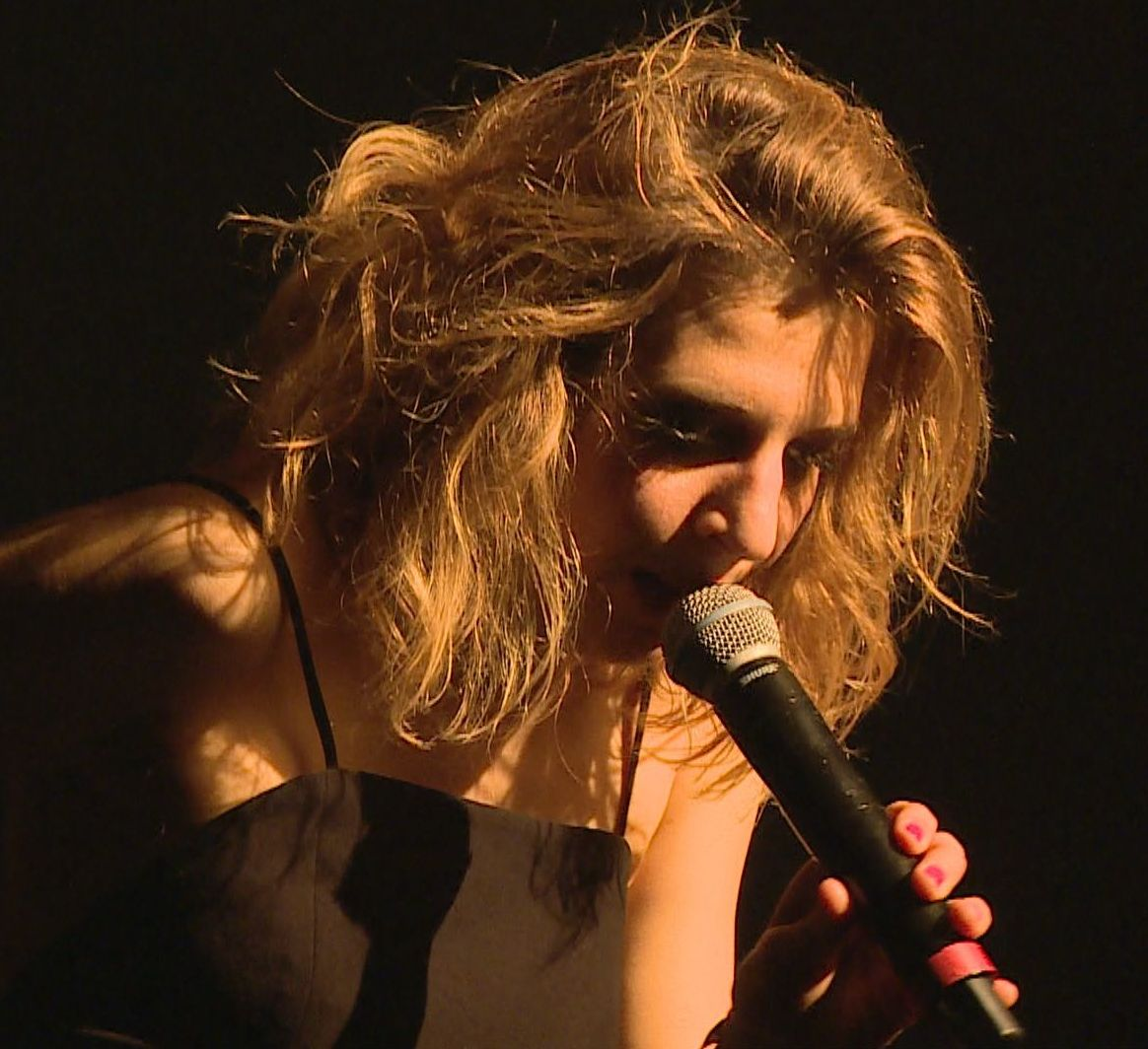
Amandine Bourgeois.

- La troisième saison de Pékin Express est diffusée sur M6 du 22 janvier 2008 au 8 avril 2008 et présentée par Stéphane Rotenberg. Elle a été remportée par Gérard et Cédric.
- La sixième saison de Nouvelle Star est diffusée sur M6 du 21 février 2008 au 11 juin 2008 et présentée par Virginie Efira. Elle a été remportée par Amandine Bourgeois.
- La première saison de Génération Mannequin est diffusée sur NRJ 12 du 1er mars 2008 au 25 mars 2008. Elle a été remportée par Kevin et Eliette.
- La troisième saison de L'amour est dans le pré a été diffusé sur M6 du 23 juin 2008 au 11 août 2008 et présentée par Véronique Mounier.
- La deuxième saison de Secret Story est diffusée sur TF1 du 27 juin 2008 au 5 septembre 2008 et présentée par Benjamin Castaldi. Elle a été remportée par Matthias Pohl.
- La huitième saison de Koh-Lanta : Caramoan est diffusée sur TF1 du 4 juillet 2008 au 20 septembre 2008 et présentée par Denis Brogniart. Elle a été remportée par Christelle.
- La septième saison de L'Île de la tentation est diffusée sur TF1 du 8 juillet 2008 au 26 août 2008 et présentée par Céline Géraud.
- La huitième saison de Star Academy est diffusée sur TF1 du 19 septembre 2008 au 19 décembre 2008 et présentée par Nikos Aliagas. Elle a été remportée par Mickels Réa.
- La troisième saison de La France a un incroyable talent est diffusée sur M6 du 2 octobre 2008 au 13 novembre 2008. Elle a été remportée par Alex.
- La première saison de La Folle Route : La Folle Route vers Saint-Tropez est diffusée du 4 novembre 2008 au 3 décembre 2008 sur TF6 puis sur W9, NRJ 12 et Comédie+.
- La première saison de L'École des stars est diffusée sur Direct 8 du 11 novembre 2008 au 16 décembre 2008.
- La première saison de Maman cherche l'amour est diffusée sur M6 du 25 novembre 2008 au 23 décembre 2008.
- La première saison de Cinq frenchies à Miami est diffusée sur NRJ 12, le lancement a eu lieu le 11 septembre 2008 et l'émission est présenté par Jérémy Michalak[21].
- La seconde saison de Cinq frenchies à Rio est diffusée sur NRJ 12 le 11 décembre 2008 et présentée par Jérémy Michalak.
- Libre, gay ou casé ? présentée par Laura Joss est diffusée sur W9 en mars 2008[22].

### 2009

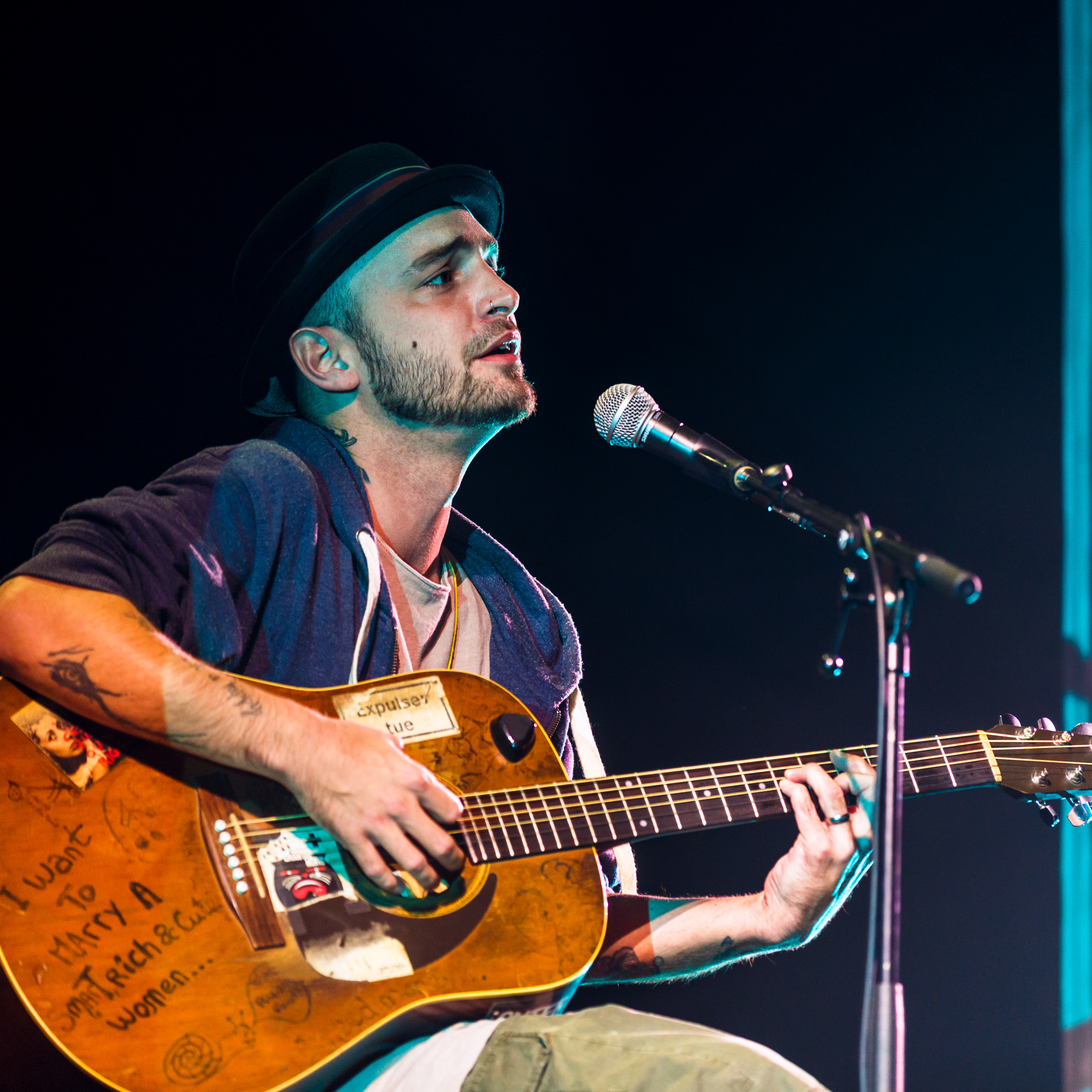
Soan.

- Koh-Lanta : Le Retour des héros est diffusée sur TF1 du 13 janvier 2009 au 13 février 2009 et présentée par Denis Brogniart. Elle a été remportée par Romuald.
- La septième saison de Nouvelle Star est diffusée sur M6 du 24 février 2009 au 9 juin 2009 et présentée par Virginie Guilhaume. Elle a été remportée par Soan.
- La quatrième saison de Pékin Express est diffusée sur M6 du 24 avril 2009 au 10 juillet 2009 et présentée par Stéphane Rotenberg. Elle a été remportée par Albert et Laurence.
- La deuxième saison de Génération Mannequin est diffusée sur NRJ 12 du 25 mai 2009 au 15 juin 2009. Elle a été remportée par Guillaume et Marie.
- La quatrième saison de L'amour est dans le pré est diffusée sur M6 du 15 juin 2009 au 10 août 2009 et présentée par Alessandra Sublet.
- La troisième saison de Secret Story est diffusée sur TF1 du 19 juin 2009 au 25 septembre 2009 et présentée par Benjamin Castaldi. Elle a été remportée par Émilie Nef Naf.
- La troisième saison de Cinq bombes chez les Frenchies est diffusée le 25 juin 2009 sur NRJ 12 et présentée par Jérémy Michalak.
- Love and Bluff : Qui de nous trois ? est diffusée sur TF1 du 3 juillet 2009 au 28 août 2009 et présentée par Flavie Flament.
- Total Wipeout est diffusée sur M6 du 17 juillet 2009 au 21 août 2009 et présentée par Stéphane Rotenberg, Alex Goude et Sandrine Corman.
- La deuxième saison de Mon incroyable fiancé est diffusée sur TF1 du 28 juillet 2009 au 25 août 2009 et présentée par Céline Catalaa.
- La neuvième saison de Koh-Lanta : Palau est diffusée sur TF1 du 28 août 2009 au 30 octobre 2009 et présentée par Denis Brogniart. Elle a été remportée par Christina.
- Pop Job est diffusée sur Virgin 17 du 8 septembre 2009 au 13 octobre 2009 et présentée par Ariane Brodier et Christophe Beaugrand.
- La première saison de X Factor est diffusée sur W9 du 28 septembre 2009 au 28 décembre 2009 et présentée par Alexandre Devoise. Elle a été remportée par Sébastien Agius.
- La deuxième saison de Maman cherche l'amour est diffusée sur M6 du 12 octobre 2009 au 16 novembre 2009.
- La deuxième saison de La Folle Route : La Folle Route 2 est diffusée sur TF6 du 25 octobre 2009 au 22 novembre 2009 puis sur W9, NRJ 12 et Comédie+.
- La première saison de U Dance, le défi est diffusée sur NRJ 12 le 7 novembre 2009 avec Sheryfa Luna comme jurée de ce casting de danse. Elle a été remportée par Stéphanie.
- La seconde saison de L'École des stars est diffusée sur Direct 8 entre le 20 novembre 2009 et le 25 décembre 2009.
- La quatrième saison de La France a un incroyable talent est diffusée sur M6 du 24 novembre 2009 au 30 décembre 2009. Elle a été remportée par Echos-Liés.

### 2010

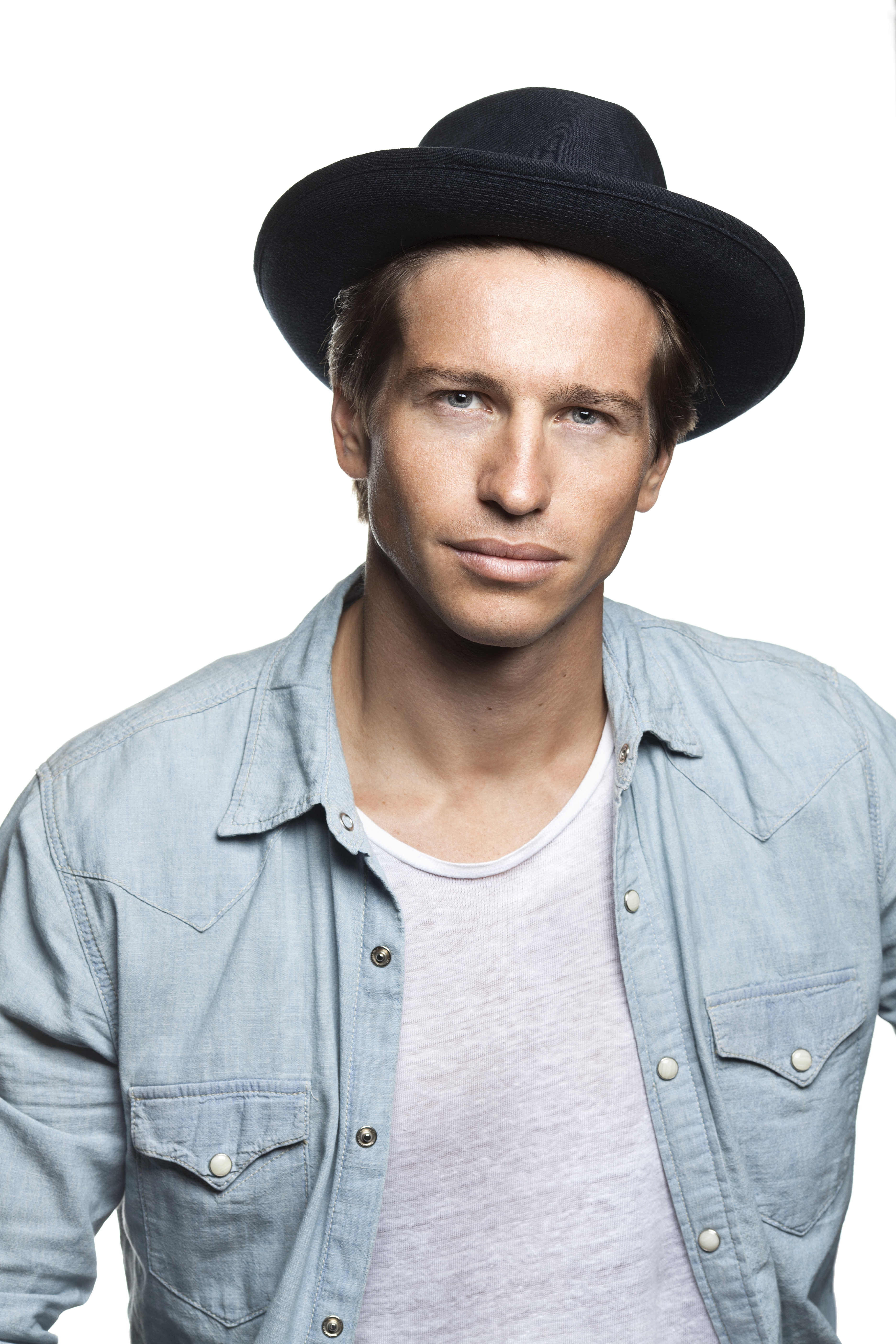
Mickael Vendetta en 2014.

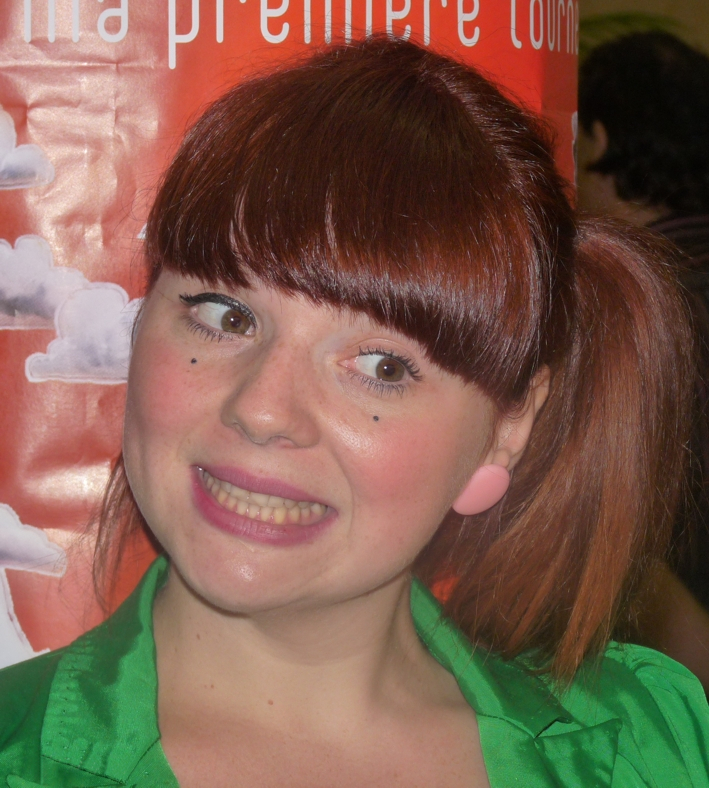
Luce Brunet.

- La troisième saison de La Ferme Célébrités : La Ferme Célébrités en Afrique est diffusée sur TF1 du 29 janvier 2010 au 9 avril 2010 et présentée par Benjamin Castaldi et Jean-Pierre Foucault. Elle a été remportée par Mickaël Vendetta.
- La première saison de Top Chef est diffusée sur M6 du 22 février 2010 au 5 avril 2010 et présentée par Stéphane Rotenberg et Sandrine Corman. Elle a été remportée par Romain Tischenko.
- La huitième saison de Nouvelle Star est diffusée sur M6 du 2 mars 2010 au 16 juin 2010 et présentée par Virginie Guilhaume. Elle a été remportée par Luce Brunet.
- Koh-Lanta : Le Choc des héros est diffusée sur TF1 du 26 mars 2010 au 21 mai 2010 et présentée par Denis Brogniart. Elle a été remportée par Grégoire.
- La cinquième saison de Pékin Express est diffusée sur M6 du 13 avril 2010 au 29 juin 2010 et présentée par Stéphane Rotenberg. Elle a été remportée par Cécilia et Matthieu.
- La première saison de L'amour est aveugle est diffusée sur TF1 du 16 avril 2010 au 21 mai 2010 et présentée par Arnaud Lemaire.
- La huitième saison de L'Île de la tentation est diffusée sur Virgin 17 du 29 avril 2010 au 18 juin 2010 et présentée par Laurent Fontaine.
- La troisième saison de Génération Mannequin est diffusée sur NRJ 12 entre mai et juin 2010. Elle a été remportée par Gaël et Myriam.
- L'émission Dilemme est diffusée sur W9 du 20 mai 2010 au 15 juillet 2010 et présentée par Faustine Bollaert. Elle a été remportée par Jean-Charles.
- L'émission À la recherche du grand amour : Qui fera battre le cœur d'Alexandra ? est diffusée sur NRJ 12 du 24 mai 2010 au 5 juillet 2010. Alexandra choisit Marc.
- La cinquième saison de L'amour est dans le pré est diffusée sur M6 du 7 juin 2010 au 16 août 2010 et présentée par Karine Le Marchand.
- La quatrième saison de Secret Story est diffusée sur TF1 du 9 juillet 2010 au 22 octobre 2010 et présentée par Benjamin Castaldi. Elle a été remportée par Benoît Dubois.
- La première saison de MasterChef est diffusée sur TF1 du 19 août 2010 au 4 novembre 2010 et présentée par Carole Rousseau. Elle a été remportée par Anne Alassane.
- La dixième saison de Koh-Lanta : Viêtnam est diffusée sur TF1 du 17 septembre 2010 au 17 décembre 2010 et présentée par Denis Brogniart. Elle a été remportée par Philippe.
- La quatrième saison de On a échangé nos mamans est diffusée sur M6 le 29 septembre 2010.
- La première saison de La Maison du bluff est diffusée sur NRJ 12 à partir du 25 octobre 2010. Elle a été remportée par Guilhem.
- À la recherche du nouveau Michael Jackson est diffusée sur W9 entre le 26 octobre et le 23 novembre 2010.
- La première saison de Qui veut épouser mon fils ? est diffusée sur TF1 du 29 octobre 2010 au 17 décembre 2010 et présentée par Elsa Fayer.
- La cinquième saison de La France a un incroyable talent est diffusée sur M6 du 3 novembre 2010 au 22 décembre 2010. Elle a été remportée par Axel et Alizée.
- La deuxième saison de U Dance est diffusée sur NRJ 12 à partir du 3 novembre 2010, avec Matt Pokora. Elle a été remportée par Émilie.
- La sixième saison de Pékin Express est diffusée sur M6 du 6 novembre 2010 au 25 décembre 2010 et présenté par Stéphane Rotenberg. Elle a été remportée par Taïg Khris et Chloé.
- La quatrième saison de Cinq Frenchies au Mexique est diffusée sur NRJ 12 et l'émission est présentée par Jérémy Michalak[23].

### 2011

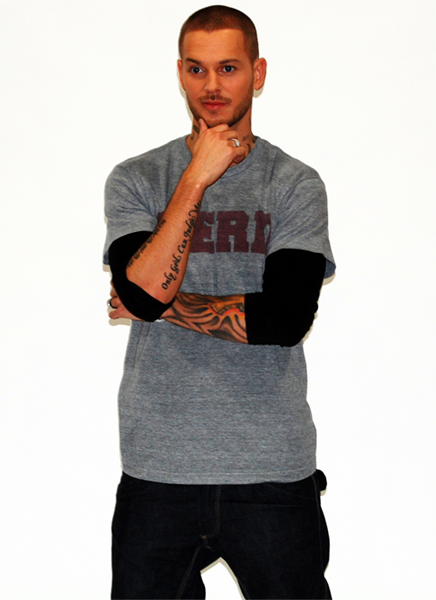
M. Pokora.

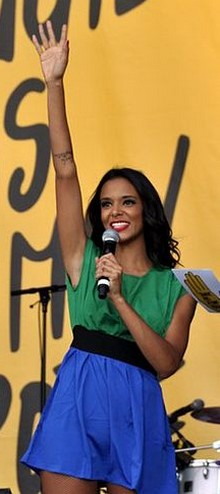
Shy’m.

- La première saison de Les Anges de la téléréalité : Los Angeles est diffusée entre le 10 janvier 2011 et le 17 février 2011 sur NRJ 12 et présentée par Matthieu Delormeau.
- L'émission Zéro de conduite est diffusée entre le 11 janvier 2011 et le 25 janvier 2011 sur M6 et présentée par Sandrine Corman et Jérôme Anthony. Kelly remporte le zéro de conduite.
- La deuxième saison de Top Chef est diffusée entre le 31 janvier 2011 et le 4 avril 2011 sur M6, est présentée par Stéphane Rotenberg et Agathe Lecaron. Elle a été remportée par Stéphanie Le Quellec.
- La première saison de Danse avec les stars est diffusée entre le 12 février 2011 et le 19 mars 2011 sur TF1. Elle a été remportée par M. Pokora.
- La deuxième saison de X Factor est diffusée sur M6 du 15 mars 2011 au 28 juin 2011 et présentée par Sandrine Corman et Jérôme Anthony.
- Carré ViiiP est diffusée entre le 18 mars 2011 et le 31 mars 2011 sur TF1 et présentée par Elsa Fayer. L'émission fut arrêtée prématurément, faute d'audience.
- L'émission Familles d'explorateurs est diffusée entre le 1er avril 2011 et le 6 mai 2011 sur TF1, et présentée par Denis Brogniart. Elle a été remportée par la famille Ferrone.
- La quatrième saison de Génération Mannequin est diffusée entre avril et mai 2011 sur NRJ 12. Elle a été remportée par Marvin Maarek et Mylène Rocher.
- La première saison de Cauchemar en cuisine est diffusée entre le 18 avril 2011 et le 13 décembre 2011 sur M6.
- La septième saison de Pékin Express est diffusée entre le 20 avril 2011 et le 6 juillet 2011 sur M6 et toujours présentée par Stéphane Rotenberg. Elle a été remportée par Jean-Pierre et François.
- La deuxième saison de Les Anges de la téléréalité : Miami Dreams est diffusée entre le 23 mai 2011 et le 23 juin 2011 sur NRJ 12 et présentée par Matthieu Delormeau et Jenny Priez.
- La sixième saison de L'amour est dans le pré est diffusée entre le 13 juin 2011 et le 22 août 2011 sur M6 et présentée par Karine Le Marchand.
- La cinquième saison de Secret Story est diffusée entre le 8 juillet 2011 et le 14 octobre 2011 sur TF1 et présentée par Benjamin Castaldi. Elle a été remportée par Marie Garet.
- La deuxième saison de MasterChef est diffusée à partir du 18 août 2011 sur TF1 et présentée par Carole Rousseau. Elle a été remportée par Elisabeth Biscarrat.
- La première saison de Baby Boom est diffusée entre le 23 août 2011 et le 20 septembre 2011 sur TF1.
- La première saison de Les Ch'tis : Les Ch'tis à Ibiza est diffusée entre le 5 septembre 2011 et le 6 octobre 2011 sur W9.
- La onzième saison de Koh-Lanta : Raja Ampat est diffusée entre le 9 septembre 2011 et le 16 décembre 2011 sur TF1, et présentée par Denis Brogniart. Elle a été remportée par Gérard.
- La troisième saison de Les Anges de la téléréalité : I Love New York est diffusée entre le 26 septembre 2011 et le 2 décembre 2011 sur NRJ 12 et présentée par Matthieu Delormeau et Jenny Priez.
- La deuxième saison de Danse avec les stars est diffusée entre le 8 octobre 2011 et le 13 novembre 2011 sur TF1. Elle a été remportée par Shy'm.
- La sixième saison de La France a un incroyable talent est diffusée entre le 19 octobre 2011 et le 14 décembre 2011 sur M6 . Elle a été remportée par Marina Kaye.
- La deuxième saison de La Maison du bluff est diffusée sur NRJ 12 à partir du 10 octobre 2011. Elle a été remportée par Nicolas.
- La deuxième saison de L'Amour est aveugle est diffusée entre le 21 octobre 2011 et le 25 novembre 2011 sur TF1 et présentée par Arnaud Lemaire.
- La première saison de L'Île des vérités est diffusée entre le 5 décembre 2011 et début 2012 sur NRJ 12.
- La troisième saison de La Folle Route : La Folle Croisière est diffusée dès le 19 octobre 2009 sur IDF1. Initialement prévue fin 2011 sur NRJ 12, elle est rediffusée entre le 29 mars 2013 et le 12 mai 2013 sur Comédie+.
- L'émission Trois Princes à Paris est diffusée sur TF1 ; l'émission est déprogrammée au bout de deux semaines de diffusion.

### 2012

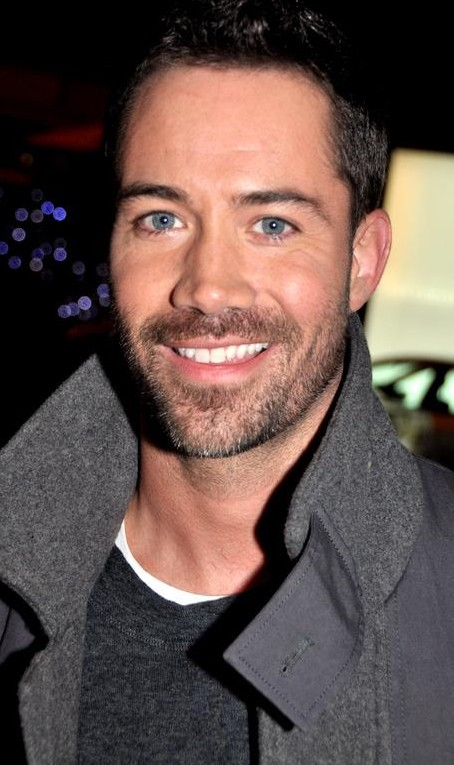
Emmanuel Moire.

- La seconde saison de Cauchemar en cuisine est diffusée entre le 3 janvier 2012 et le 29 mai 2012 sur M6.
- Encore une chance : Les Plus Belles Voix de la téléréalité est diffusée entre le 24 janvier 2014 et le 27 février 2012 sur NRJ 12.
- La troisième saison de Top Chef est diffusée entre le 30 janvier 2012 et le 9 avril 2012 sur M6 et présentée par Stéphane Rotenberg. Elle a été remportée par Jean Imbert.
- La première saison de You Can Dance est diffusée à partir du 16 février 2012 sur NT1, l'émission est présentée par Benjamin Castaldi.
- La première saison de The Voice : La Plus Belle Voix est diffusée entre le 25 février 2012 et le 12 mai 2012 sur TF1 et présentée par Nikos Aliagas. Elle a été remportée par Stéphan Rizon, coaché par Florent Pagny.
- La seconde saison de Les Ch'tis : Les Ch'tis font du ski est diffusée entre le 5 mars 2012 et le 29 mars 2012 sur W9.
- La première saison de Hollywood Girls : Une nouvelle vie en Californie est diffusée entre le 12 mars 2012 et le 16 avril 2012 sur NRJ 12.
- La première saison de La Belle et ses princes presque charmants est diffusée entre le 3 avril 2012 et le 15 mai 2012 sur W9. Marine, la Belle, a choisi Benjamin.
- Koh-Lanta : La Revanche des héros est diffusée entre le 6 avril 2012 et le 1er juin 2012 sur TF1 et présentée par Denis Brogniart. Elle a été remportée par Bertrand.
- La quatrième saison de Les Anges de la téléréalité : Club Hawaï est diffusée entre le 16 avril 2012 et le 29 juin 2012 sur NRJ 12 et présentée par Matthieu Delormeau et Jenny Priez.
- La huitième saison de Pékin Express est diffusée entre le 25 avril 2012 et le 11 juillet 2012 sur M6 et présentée par Stéphane Rotenberg. Elle a été remportée par Ludovic et Samuel.
- La sixième saison de Secret Story est diffusée entre le 25 mai 2012 et le 7 septembre 2012 sur TF1 et présentée par Benjamin Castaldi. Elle a été remportée par Nadège Lacroix.
- La cinquième saison de Génération Mannequin est diffusée entre le 26 mai 2012 et le 16 juin 2012 sur NRJ 12. Elle a été remportée par Neal et Camille.
- La première saison de Patron incognito est diffusée entre le 7 juin 2012 et le 29 novembre 2012 sur M6.
- La septième saison de L'amour est dans le pré est diffusée entre le 2 juillet 2012 et le 1er octobre 2012 sur M6 et présentée par Karine Le Marchand.
- Le Bus est diffusée sur M6 du 23 juillet 2012 au 24 août 2012 et dès le 11 juin 2014 sur la chaîne de télévision belge francophone Plug RTL.
- La troisième saison de MasterChef est diffusée entre le 23 août 2012 et le 8 novembre 2012 sur TF1 et présentée par Carole Rousseau. Elle a été remportée par Ludovic Dumont.
- La deuxième saison de Hollywood Girls : Une nouvelle vie en Californie est diffusée entre le 27 août 2012 et le 2 novembre 2012 sur NRJ 12.
- La troisième saison de Les Ch'tis : Les Ch'tis débarquent à Mykonos est diffusée entre le 3 septembre 2012 et le 19 octobre 2012 sur W9.
- La seconde saison de Baby Boom est diffusée entre le 18 septembre 2012 et le 30 octobre 2012 sur TF1.
- La troisième saison de Danse avec les stars est diffusée entre le 6 octobre 2012 et le 1er décembre 2012 sur TF1. Elle a été remportée par Emmanuel Moire.
- Amazing Race est diffusée sur D8 entre le 22 octobre 2012 et le 24 décembre 2012.
- La septième saison de La France a un incroyable talent est diffusée entre le 23 octobre 2012 et le 26 décembre 2012 sur M6. Elle a été remportée par Die Mobiles.
- La douzième saison de Koh-Lanta : Malaisie est diffusée entre le 2 novembre 2012 et le 1er février 2013 sur TF1 et présentée par Denis Brogniart. Elle a été remportée par Ugo.
- La deuxième saison de Qui veut épouser mon fils ? est diffusée entre le 2 novembre 2012 et le 14 décembre 2012 sur TF1 et présentée par Elsa Fayer.
- La deuxième saison de L'Île des vérités est diffusée entre le 5 novembre 2012 et le 3 décembre 2012 sur NRJ 12 et présentée par Matthieu Delormeau et Ayem Nour.
- La première saison de Les Marseillais : à Miami est diffusée entre le 19 novembre 2012 et le 21 décembre 2012 sur W9.
- La première saison de Le Meilleur pâtissier est diffusée entre le 26 novembre 2012 et le 17 décembre 2012 sur M6. Elle a été remportée par Thomas Boursier.
- La neuvième saison de Star Academy est diffusée entre le 6 décembre 2012 et le 28 février 2013 sur NRJ 12 et présentée par Matthieu Delormeau et Tonya Kinzinger. Elle a été remportée par Laurène Bourvon.
- La neuvième saison de la Nouvelle Star est diffusée entre le 11 décembre 2012 et le 26 février 2013 sur D8 et présentée par Cyril Hanouna. Elle a été remportée par Sophie-Tith Charvet.

### 2013

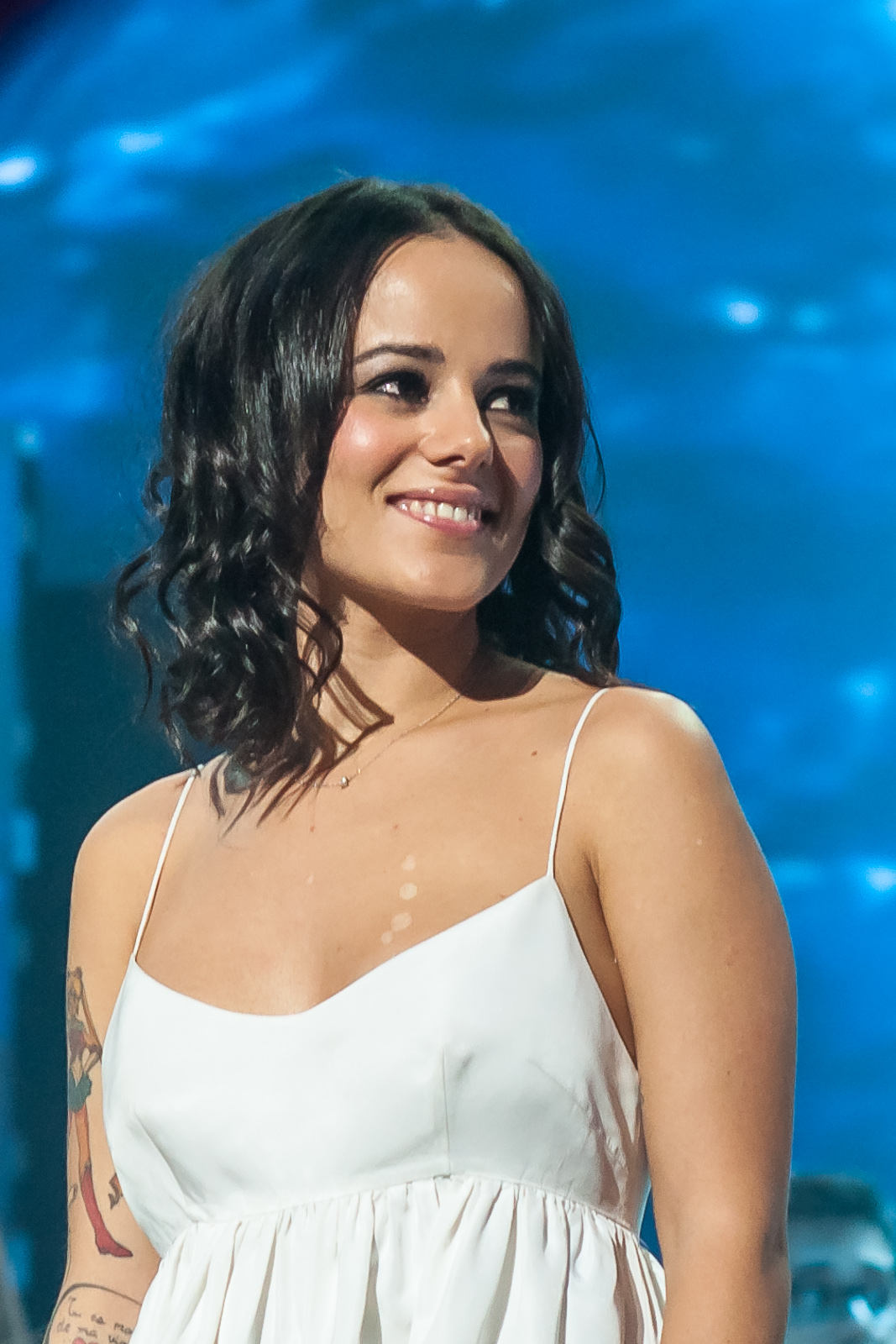
Alizée.

- L’émission Coup de foudre au prochain village est diffusée entre le 7 janvier 2013 et le 15 février 2013 sur TF1 et présentée par Julie Taton.
- La quatrième saison de Les Ch'tis : Les Ch'tis à Las Vegas est diffusée entre le 7 janvier 2013 et le 1er mars 2013 sur W9.
- La quatrième saison de Bachelor, le gentleman célibataire est diffusée entre le 21 janvier 2013 et le 11 mars 2013 sur NT1 et présentée par Grégory Ascher.
- La troisième saison de Cauchemar en cuisine est diffusée entre le 23 janvier 2013 et le 23 octobre 2013 sur M6.
- La deuxième saison de The Voice : La Plus Belle Voix est diffusée entre le 2 février 2013 et le 18 mai 2013 sur TF1 et présentée par Nikos Aliagas. Elle a été remportée par Yoann Fréget, coaché par Garou.
- La quatrième saison de Top Chef est diffusée entre le 4 février 2013 et le 29 avril 2013 sur M6 et présentée par Stéphane Rotenberg. Elle a été remportée par Naoëlle D'Hainaut.
- Splash : Le Grand Plongeon est diffusée entre le 8 février 2013 et le 22 février 2013 sur TF1.
- La cinquième saison de Les Anges de la téléréalité : Welcome to Florida est diffusée entre le 4 mars 2013 et le 2 juillet 2013 sur NRJ 12 et présentée par Matthieu Delormeau et Ayem Nour.
- La neuvième saison de Pékin Express est diffusée entre le 3 avril 2013 et le 26 juin 2013 sur M6, et présentée par Stéphane Rotenberg. Elle a été remportée par Salim et Linda.
- La  deuxième saison de La Belle et ses princes presque charmants est diffusée entre le 16 avril 2013 et le 30 mai 2013 sur W9. Nelly, la Belle, a choisi Medhi.
- La troisième saison de La Maison du bluff est diffusée entre le 19 avril 2013 et le 12 mai 2013 sur NRJ 12 et présentée par Caroline Receveur. Elle a été remportée par Matthieu.
- La treizième saison de Koh-Lanta est prévue pour 2013 sur TF1 mais la mort d'un candidat lors du premier jour de tournage conduit à l’arrêt immédiat du tournage de cette saison. Le médecin de l'aventure se suicide quelques jours après ce drame.
- La deuxième saison de Les Marseillais : à Cancún est diffusée entre le 13 mai 2013 et le 5 juillet 2013 sur W9.
- La cinquième saison de Popstars est diffusée entre le 28 mai 2013 et le 11 juillet 2013 sur D8. Elle a été remportée par The Mess.
- La septième saison de Secret Story est diffusée entre le 7 juin 2013 et le 13 septembre 2013 sur TF1 et présentée par Benjamin Castaldi. Elle a été remportée par Anaïs Camizuli.
- La huitième saison de L'amour est dans le pré est diffusée entre le 17 juin 2013 et le 23 septembre 2013 sur M6.
- La première saison de Qui sera le prochain grand pâtissier ? est diffusée entre le 2 juillet 2013 et le 23 juillet 2013 sur France 2.
- La première saison de The Best : Le Meilleur Artiste est diffusée entre le 26 juillet 2013 et le 13 septembre 2013 sur TF1.
- La cinquième saison de Les Ch'tis : Les Ch'tis à Hollywood est diffusée entre le 26 août 2013 et le 20 décembre 2013 sur W9.
- La troisième saison de L'Île des vérités est diffusée entre le 26 août 2013 et le 12 novembre 2013 sur NRJ 12.
- La troisième saison de Baby Boom est diffusée entre le 17 septembre 2013 et le 12 novembre 2013 sur TF1.
- La quatrième saison de MasterChef est diffusée entre le 20 septembre 2013 et le 20 décembre 2013 sur TF1. Elle a été remportée par Marc Boissieux.
- La quatrième saison de Danse avec les stars est diffusée entre le 28 septembre 2013 et le 23 novembre 2013 sur TF1. Elle a été remportée par Alizée.
- La troisième saison de Le Pensionnat :  Retour au pensionnat à la campagne est diffusée entre le 30 septembre 2013 et le 21 octobre 2013 sur M6.
- La première saison de Séduis-moi… si tu peux ! est diffusée à partir du 30 septembre 2013 sur W9.
- La huitième saison de La France a un incroyable talent est diffusée entre le 15 octobre 2013 et le 10 décembre 2013 sur M6. Elle a été remportée par Simon Heulle.
- La deuxième saison de Le Meilleur pâtissier est diffusée entre le 8 octobre 2013 et le 16 décembre 2013 sur M6. Elle a été remportée par Mounir.
- La dixième saison de Nouvelle Star est diffusée entre le 31 octobre 2013 et le 20 février 2014 sur D8. Elle a été remportée par Mathieu Saïkaly.
- La première saison de Allô Nabilla est diffusée entre le 12 novembre 2013 et le 3 décembre 2013 sur NRJ 12.
- La troisième saison de Hollywood Girls : Une nouvelle vie en Californie est diffusée entre le 18 novembre 2013 et le 3 janvier 2014 sur NRJ 12.
- La troisième saison de La Belle et ses princes presque charmants est diffusée entre le 25 novembre 2013 et le 8 janvier 2014 sur W9.
- La première saison de Ice Show est diffusée entre le 27 novembre 2013 et le 18 décembre 2013 sur M6.
- La saison spéciale de Les Ch'tis : Les Ch'tis font leur tour de France est diffusée entre le 23 décembre 2013 et le 3 janvier 2014 sur W9[24].
- La première saison de 24 heures aux urgences est diffusée sur TF1.
- La première saison de Les Sosies à Hollywood est diffusée sur TF6.

### 2014

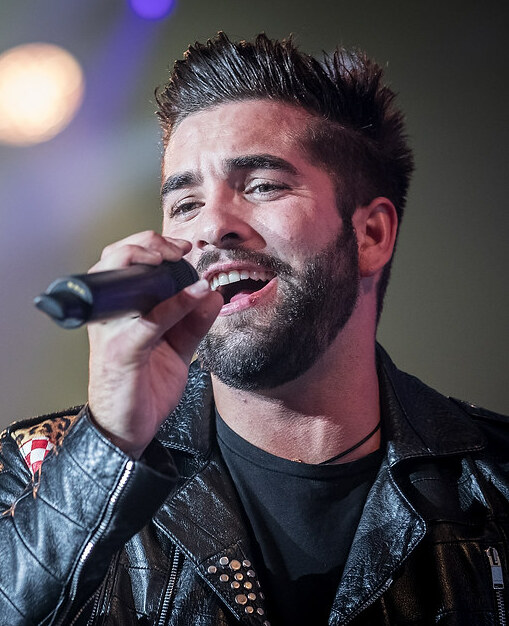
Kendji Girac.

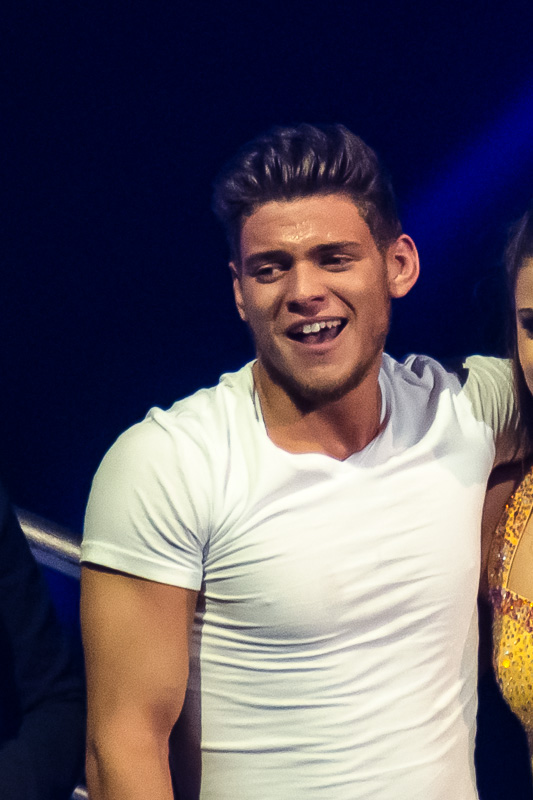
Rayane Bensetti.

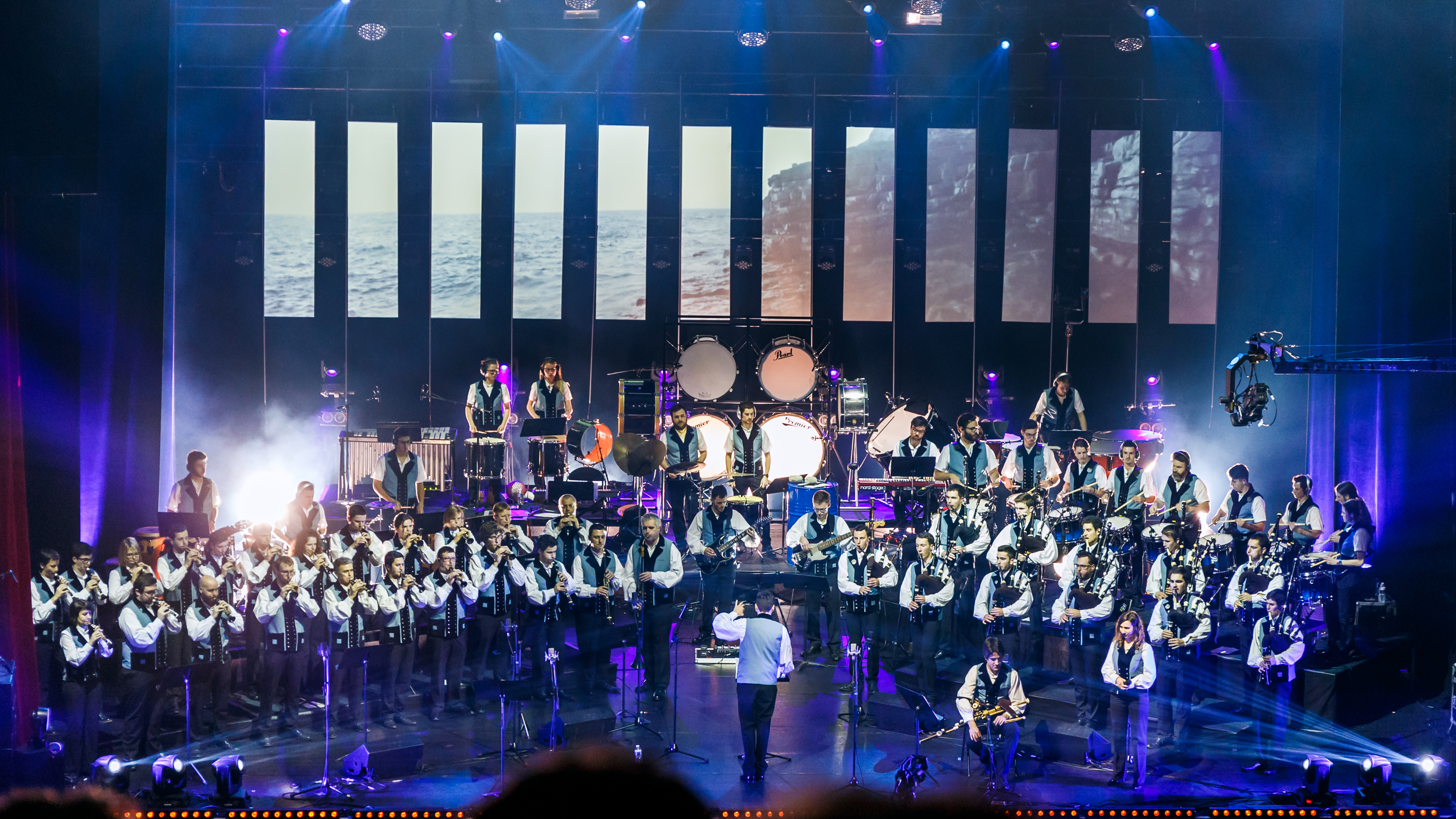
Bagad de Vannes.

- La première saison de Les Princes de l'amour est diffusée entre le 6 janvier 2014 et le 28 février 2014 sur W9.
- Dreams : 1 rêve, 2 vies est diffusée entre le 6 janvier 2014 et le 31 janvier 2014 sur NRJ 12.
- La troisième saison de The Voice : La Plus Belle Voix est diffusée entre le 11 janvier 2014 et le 10 mai 2014 sur TF1[25]. Elle a été remportée par Kendji Girac, coaché par Mika.
- La première saison de La Guerre des belles-mères est diffusée à partir du 13 janvier 2014 et présentée par Geneviève de Fontenay sur AB1.
- La cinquième saison de Top Chef est diffusée entre le 20 janvier 2014 et le 21 avril 2014 sur M6. Elle a été remportée par Pierre Augé.
- La sixième saison de Génération Mannequin est diffusée entre le 25 janvier 2014 et le 8 février 2014 sur NRJ 12. Elle a été remportée par Alexis et Sarra.
- La deuxième saison de Patron incognito est diffusée entre le 29 janvier 2014 et le 5 février 2014 sur M6.
- L'émission Giuseppe Ristorante : Une histoire de famille est diffusée entre le 3 février 2014 et le 7 mars 2014 sur NRJ 12.
- La troisième saison de L'amour est aveugle est diffusée entre le 7 février 2014 et le 11 avril 2014 sur TF1 et entre le 26 mai 2014 et le 2 juin 2014 sur NT1. TF1 ne commandera pas une saison 4 à la suite d'audiences plus que catastrophiques.
- La première saison de Tahiti Quest est diffusée entre le 14 février 2014 et le 14 mars 2014 sur Gulli.
- La cinquième saison du Bachelor, le gentleman célibataire est diffusée entre le 24 février 2014 et le 28 avril 2014 sur NT1[26] et présentée par Grégory Ascher.
- La troisième saison de Les Marseillais : à Rio est diffusée entre le 3 mars 2014 et le 30 mai 2014 sur W9.
- La sixième saison de Les Anges de la téléréalité : Australia est diffusée entre le 9 mars 2014 et le 6 juillet 2014 sur NRJ 12.
- La quatrième saison de La Maison du bluff est diffusée à partir du 15 mars 2014 sur NRJ 12. Elle a été remportée par Christophe.
- La dixième saison de Pékin Express est diffusée entre le 16 avril 2014 et le 18 juin 2014 sur M6[27]. Elle a été remportée par Caroline et Sabrina.
- La seconde saison de The Best : Le Meilleur Artiste est diffusée entre le 18 avril 2014 et le 16 mai 2014 sur TF1.
- La troisième saison de Qui veut épouser mon fils ? est diffusée entre le 25 avril 2014 et le 13 juin 2014 sur TF1 et présentée par Elsa Fayer.
- La quatrième saison de Cauchemar en cuisine est diffusée entre le 5 mai 2014 et le 3 décembre 2014 sur M6.
- La seconde saison de Qui sera le prochain grand pâtissier ? est diffusée entre le 21 mai 2014 et le 20 juin 2014 sur France 2.
- La première saison de Les Ch'tis vs les Marseillais : Qui seront les meilleurs ? est diffusée entre le 2 juin 2014 et le 11 juillet 2014 sur W9 et présentée par David Lantin. Elle a été remportée par Les Ch'tis.
- La neuvième saison de L'amour est dans le pré est diffusée entre le 9 juin 2014 et le 15 septembre 2014 sur M6.
- La deuxième, la troisième puis la dernière saison de Allô Nabilla ont été diffusées entre le 7 juillet 2014 et le 13 août 2014 sur NRJ 12[28].
- La deuxième saison de Séduis-moi… si tu peux ! est diffusée entre le 15 juillet 2014 et le vendredi 17 octobre 2014 sur W9.
- La huitième saison de Secret Story est diffusée entre le 18 juillet 2014 et le 26 septembre 2014 sur TF1 et présentée par Benjamin Castaldi. Elle a été remportée par Leïla Ben Khalifa.
- La première saison de The Voice Kids est diffusée entre le 23 août 2014 et le 20 septembre 2014 sur TF1. Elle a été remportée par Carla Georges, coachée par Jenifer.
- La sixième saison de Les Ch'tis : Les Ch'tis dans la jet set est diffusée entre le 26 août 2014 et le 7 novembre 2014 sur W9.
- La quatrième saison de L'Île des vérités est diffusée entre le 26 août 2014 et le 14 novembre 2014 sur NRJ 12.
- Cousu main est diffusée entre septembre 2014 et octobre 2014 sur M6.
- Koh-Lanta : La Nouvelle Édition est diffusée entre le 12 septembre 2014 et le 21 novembre 2014 sur TF1. Elle a été remportée par Laurent.
- Rising Star est diffusée entre le 25 septembre 2014 et le 13 novembre 2014 sur M6. Elle a été remportée par Corentin Grevost.
- La cinquième saison de Danse avec les stars est diffusée entre le 27 septembre 2014 et le 29 novembre 2014 sur TF1. Elle a été remportée par Rayane Bensetti.
- La première saison de Friends Trip : Qui sera le meilleur ami ? est diffusée entre le 29 septembre 2014 et le 28 novembre 2014 sur NRJ 12. Elle a été remportée par Clémence Applaincourt.
- La troisième saison de Le Meilleur pâtissier est diffusée entre le 8 octobre 2014 et le 26 novembre 2014 sur M6. Elle a été remportée par Anne-Sophie.
- La quatrième saison de Baby Boom est diffusée entre le 14 octobre 2014 et le 9 décembre 2014 sur TF1.
- The Cover est diffusée à partir du 15 octobre 2014 sur D8.
- La troisième saison de Mon incroyable fiancé est diffusée entre le 17 octobre 2014 et le 21 novembre 2014 sur TF1.
- La seconde saison de Les Princes de l'amour est diffusée entre le 10 novembre 2014 et le 20 février 2015 sur W9.
- La onzième saison de Nouvelle Star est diffusée entre le 27 novembre 2014 et le 12 mars 2015 sur D8. Elle a été remportée par Emji.
- La neuvième saison de La France a un incroyable talent est diffusée entre le 9 décembre 2014 et le 27 janvier 2015 sur M6. Elle a été remportée par le Bagad de Vannes.
- Talent Street kids est diffusée fin 2014 sur France Ô.
- La seconde saison de 24 heures aux urgences est diffusée sur TF1.

### 2015

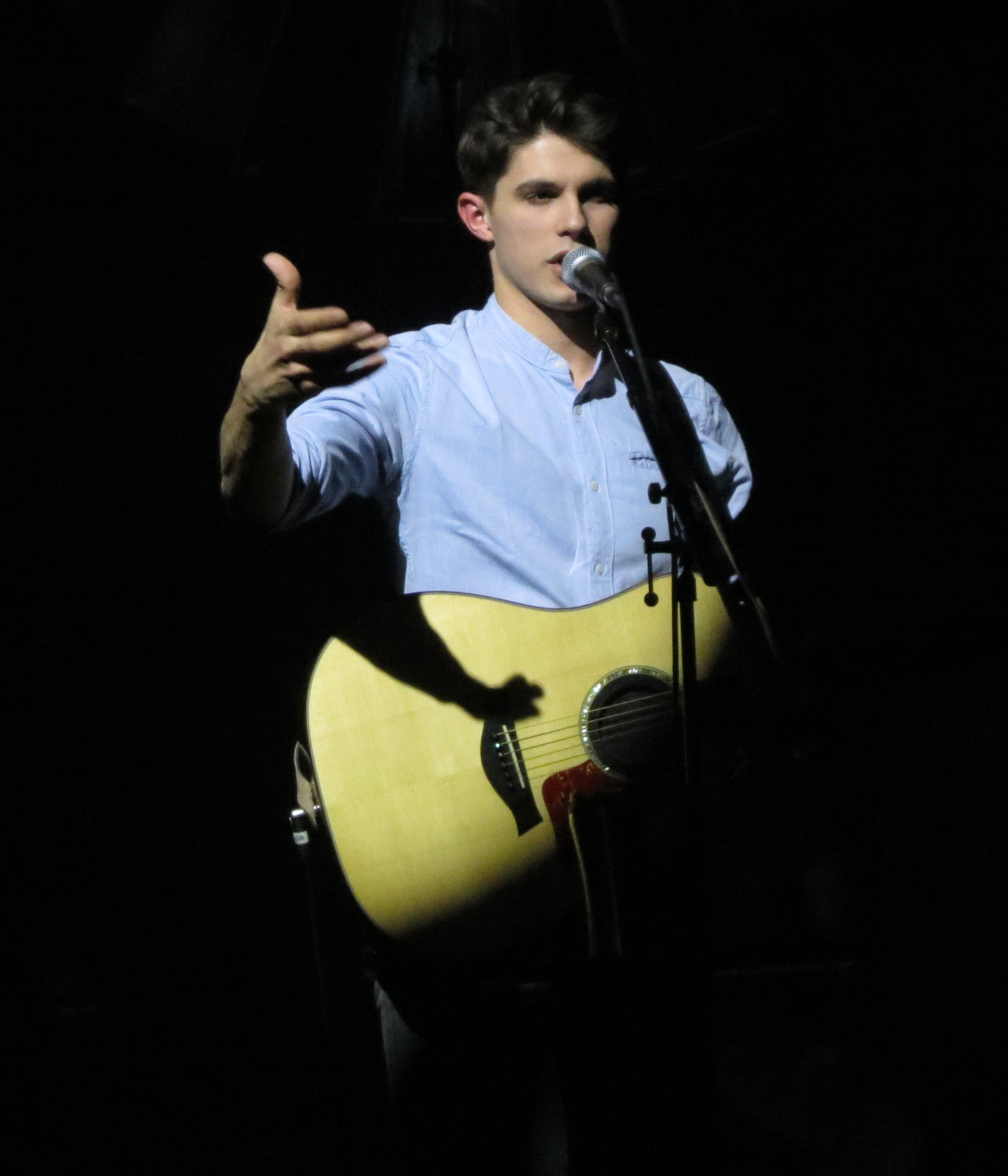
Lilian Renaud.

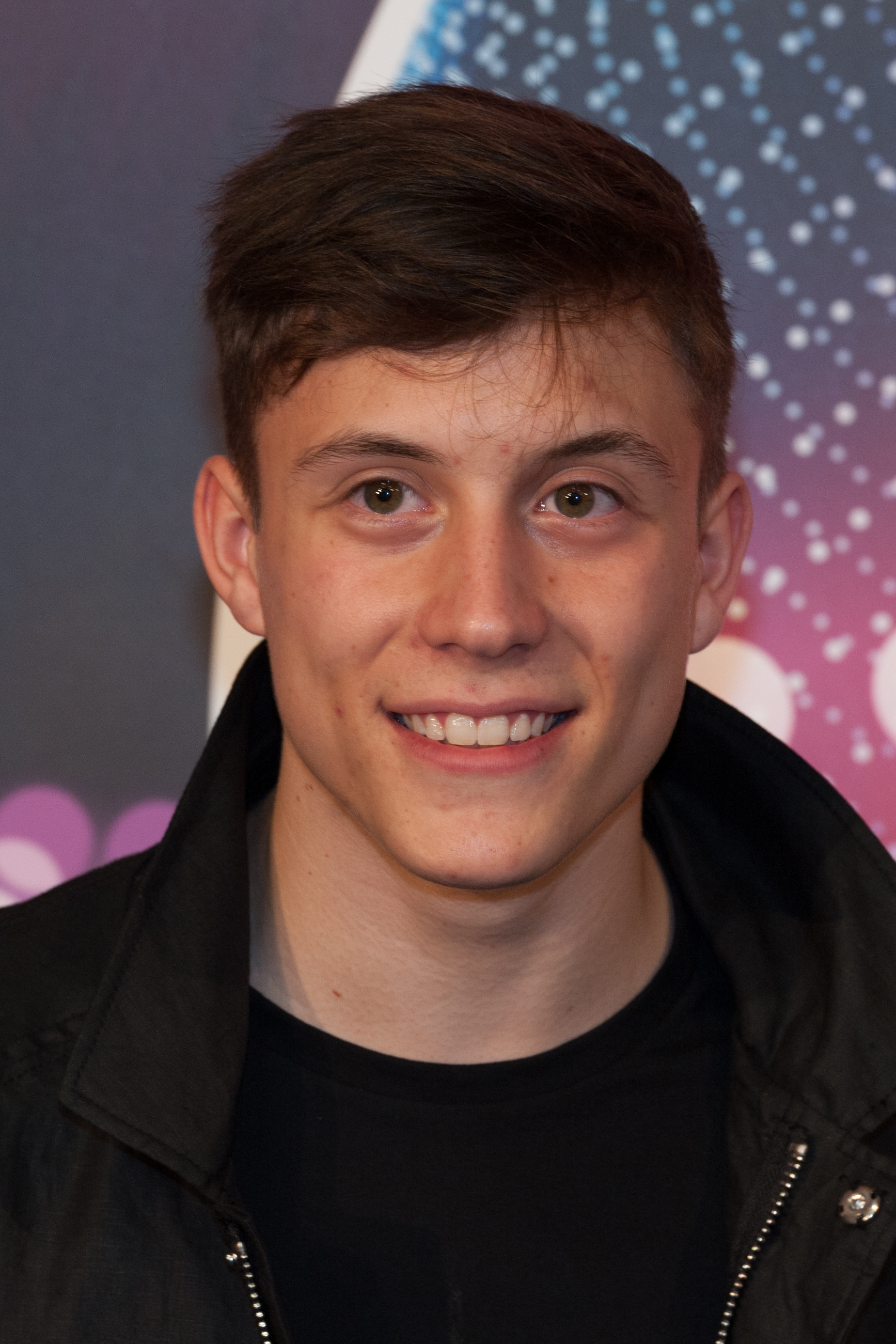
Loïc Nottet.

- La quatrième saison de Hollywood Girls : Un nouveau départ est diffusée entre le 5 janvier 2015 et le 6 mars 2015 sur NRJ 12.
- La troisième saison de Patron incognito est diffusée entre le 7 janvier 2015 et le 26 novembre 2015 sur M6.
- La quatrième saison de The Voice : La Plus Belle Voix est diffusée entre le 10 janvier 2015 et le 25 avril 2015 sur TF1. Elle a été remportée par Lilian Renaud, coaché par Zazie.
- La sixième saison de Top Chef est diffusée entre le 26 janvier 2015 et le 13 avril 2015 sur M6. Elle a été remportée par Xavier Koening.
- Talent Street est diffusée entre le 3 février 2015 et le 7 avril 2015 sur France Ô.
- La deuxième saison de Tahiti Quest est diffusée entre le 6 février 2015 et le 6 mars 2015 sur Gulli.
- La première saison de Norbert, commis d'office est diffusée entre le 30 janvier 2015 et le 20 mars 2015 sur 6ter.
- La cinquième saison de La Maison du bluff est diffusée à partir du 21 février 2015 sur NRJ 12.
- L'émission Dropped est prévue pour 2015 sur TF1 et présentée par Louis Bodin. Le tournage démarre en Argentine le 2 mars 2015 mais la mort le 9 mars 2015 de quatre candidats puis de quatre membres de l'équipe de production et les deux pilotes argentins dans la collision aérienne de deux hélicoptères conduit à son annulation immédiate et ne verra plus le jour en France.
- Mon food truck à la clé est diffusée entre le 2 mars 2015 et le 22 mai 2015 sur France 2.
- La quatrième saison de Les Marseillais : en Thaïlande est diffusée entre le 2 mars 2015 et le 15 mai 2015 sur W9.
- Adam recherche Ève est diffusée entre le 3 mars 2015 et le 7 avril 2015 sur D8.
- Projet Fashion est diffusée entre le 3 mars 2015 et le 7 avril 2015 sur D8.
- La septième saison de Les Anges : Latin America est diffusée entre le 8 mars 2015 et le 5 juillet 2015 sur NRJ 12.
- La cinquième saison de Cauchemar en cuisine est diffusée entre le 15 avril 2015 et le 6 octobre 2015 sur M6.
- La quatorzième saison de Koh-Lanta : Johor est diffusée entre le 24 avril 2015 et le 24 juillet 2015 sur TF1. Elle a été remportée par Marc.
- Las Vegas Academy est diffusée entre le 18 mai 2015 et le 3 juillet 2015 sur W9.
- La première saison de The Island : Seuls au Monde est diffusée entre le 19 mai 2015 et le 2 juin 2015 sur M6 et présentée par Mike Horn.
- La dixième saison de L'amour est dans le pré est diffusée entre le 25 mai 2015 et le 14 septembre 2015 sur M6.
- La cinquième saison de On a échangé nos mamans est diffusée depuis le 16 juin 2015 sur NT1.
- Got to Dance : Le Meilleur Danseur est diffusée entre le 24 juin 2015 et le 12 août 2015 sur TMC.
- La cinquième saison de MasterChef est diffusée entre le 25 juin 2015 et le 2 juillet 2015 sur TF1 et présentée par Sandrine Quétier mais déprogrammée faute d'audience puis est diffusée entre le 30 juillet 2015 et le 3 septembre 2015 sur NT1. Elle a été remportée par Khanh-Ly Huynh.
- La quatrième saison de Qui veut épouser mon fils ? est diffusée entre le 26 juin 2015 et le 18 juillet 2015 sur TF1.
- Qui est la taupe ? est diffusée entre le 1er juillet 2015 et le 5 août 2015 sur M6.
- La neuvième saison de Secret Story est diffusée entre le 21 août 2015 et le 6 novembre 2015 sur TF1 (pour les primes) puis entre le 24 août 2015 et 13 novembre 2015 sur NT1 (pour les quotidiennes) et présentée par Christophe Beaugrand. La diffusion de la finale du 13 novembre 2015 sur TF1 a été annulée en raison des attentats survenus à Paris. Elle a été remportée par Emilie Fiorelli.
- La seconde saison de Les Ch'tis vs les Marseillais : La Revanche est diffusée entre le 24 août 2015 et le 6 novembre 2015 sur W9 et présentée par David Lantin. Elle a été remportée par Les Marseillais.
- La première saison de Les Vacances des Anges : All Stars est diffusée entre le 24 août 2015 et le 16 octobre 2015 sur NRJ 12.
- The Apprentice: qui décrochera le job ? est diffusée entre le 9 et le 17 septembre 2015 sur M6. Elle a été remportée par Séverine Verdot.
- La deuxième saison de The Voice Kids est diffusée entre le 25 septembre 2015 et le 23 octobre 2015 sur TF1. Elle a été remportée par Jane Constance, coachée par Patrick Fiori.
- La deuxième saison de Norbert, commis d'office est diffusée entre le 25 septembre 2015 et le 11 décembre 2015 sur 6ter.
- Les Rois du barbecue est diffusée à partir de septembre 2015 sur D8.
- Cauchemar chez le coiffeur est diffusée à partir du 13 octobre 2015 sur M6.
- La quatrième saison de Le Meilleur Pâtissier est diffusée entre le 14 octobre 2015 et le 2 décembre 2015 sur M6. Elle a été remportée par Cyril.
- Coup de jeune à Vegas : Les Ieuvs font leur show est diffusée entre le 19 octobre 2015 et le 23 octobre 2015 sur NRJ 12 et l'émission a été interrompue pour faute d'audience.
- La dixième saison de La France a un incroyable talent est diffusée entre le 20 octobre 2015 et le 9 décembre 2015 sur M6. Elle a été remportée par Juliette et Charlie.
- La sixième saison de Danse avec les stars est diffusée entre le 24 octobre 2015 et le 23 décembre 2015 sur TF1. Elle a été remportée par Loïc Nottet.
- Hair, le meilleur coiffeur est diffusée entre le 7 novembre et le 5 décembre 2015 sur TF1.
- La troisième saison de Les Princes de l'amour est diffusée entre le 9 novembre 2015 et le 19 février 2016 sur W9.
- La première saison de La Villa des cœurs brisés est diffusée entre le 16 novembre 2015 et le 8 janvier 2016 sur NT1.
- Storage Wars France : Enchères surprises est diffusée entre le 21 novembre 2015 et le 30 janvier 2016 sur 6ter.
- Enchères Made In France est diffusée entre le 13 décembre 2015 et le 24 janvier 2016 sur RMC Découverte.

### 2016

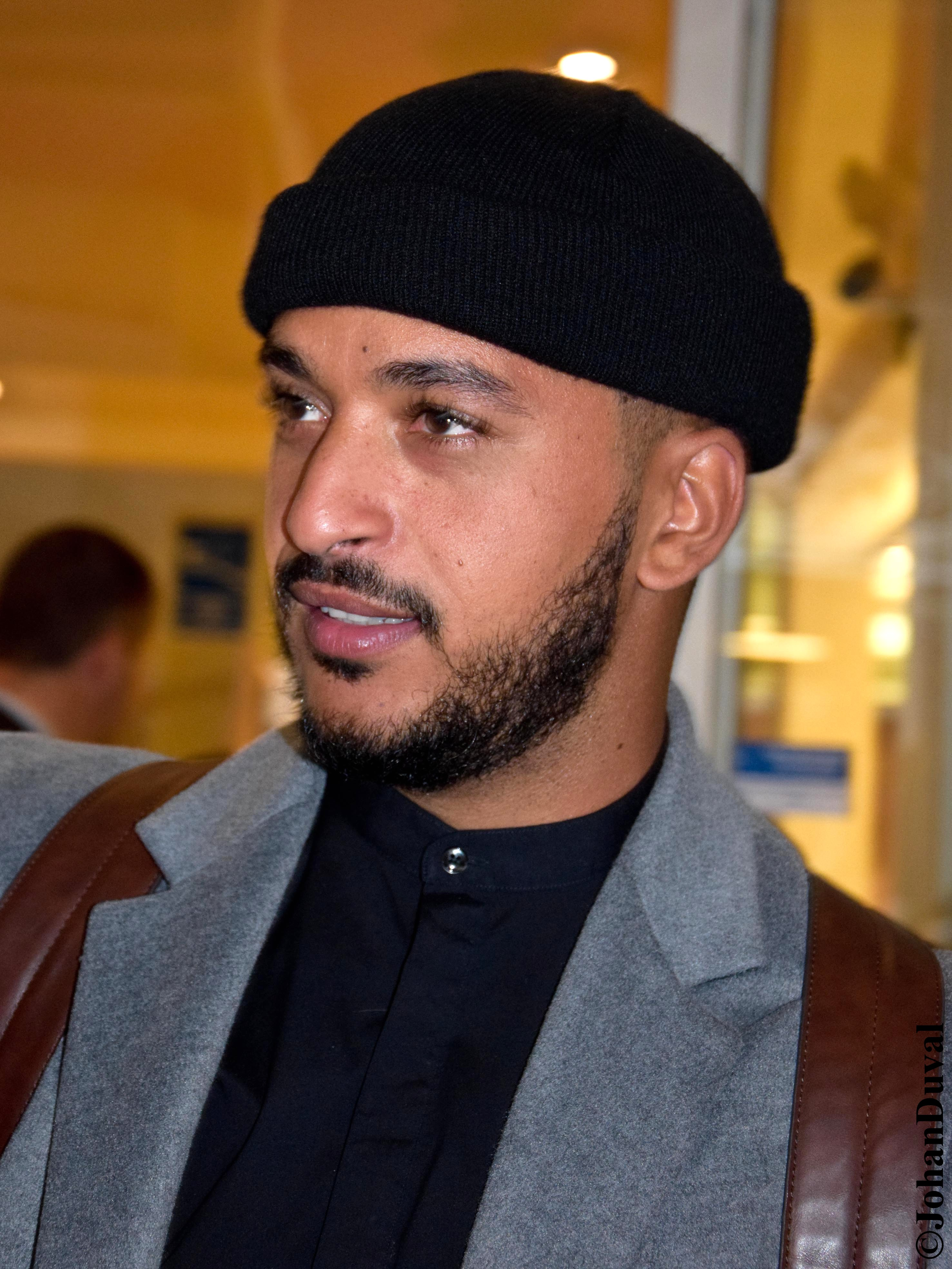
Slimane.

- La deuxième saison de Friends Trip est diffusée entre le 4 janvier 2016 et le 19 février 2016 sur NRJ 12. Elle a été remportée par Mallory Mercier.
- La quatrième saison de Patron incognito est diffusée entre le 13 janvier 2016 et le 3 février 2016 sur M6.
- La septième saison de Top Chef est diffusée entre le 25 janvier 2016 et le 18 avril 2016 sur M6. Elle a été remportée par Xavier Pincemin.
- La cinquième saison de The Voice : La Plus Belle Voix est diffusée entre le 30 janvier 2016 et le 14 mai 2016 sur TF1. Elle a été remportée par Slimane Nebchi, coaché par Florent Pagny.
- La quinzième saison de Koh-Lanta : Thaïlande est diffusée entre le 12 février 2016 et le 27 mai 2016 sur TF1. Elle a été remportée par Wendy.
- Garde à vous : Retour au service militaire est diffusée entre le 16 février 2016 et le 8 mars 2016 sur M6.
- La douzième saison de Nouvelle Star est diffusée entre le 16 février 2016 et le 3 mai 2016 sur D8. Elle a été remportée par Patrick Roullier.
- La Brigade : À la Réunion est diffusée entre le 16 février 2016 et le 15 mars 2016 sur France Ô.
- La sixième saison de Cauchemar en cuisine est diffusée entre le 17 février 2016 et le 12 décembre 2016 sur M6.
- La cinquième saison de Les Marseillais : South Africa est diffusée entre le 22 février 2016 et le 20 mai 2016 sur W9.
- La huitième saison de Les Anges : Pacific Dream est diffusée entre le 22 février 2016 et le 1er juillet 2016 sur NRJ 12.
- Mon voisin est un chanteur est diffusée depuis le 22 février 2016 sur W9.
- La sixième saison du Bachelor, le gentleman célibataire est diffusée entre le 29 février 2016 et le 2 mai 2016 sur NT1 et présentée par Boris Ehrgott.
- La deuxième saison de The Island : Seuls au Monde est diffusée entre le 15 mars 2016 et le 10 mai 2016 sur M6 et présentée par Mike Horn.
- La sixième saison de La Maison du bluff est diffusée entre le 19 mars 2016 et le 23 avril 2016 sur NRJ 12.
- SuperKids est diffusée entre le 6 avril 2016 et le 13 avril 2016 sur M6 puis l'émission est suspendue faute d'audience mais la suite est diffusée entre le 12 mai 2016 et le 19 mai 2016 sur W9 et présentée par Faustine Bollaert et Stéphane Rotenberg. Elle a été remportée par Enzo.
- La première saison de Moundir et les Apprentis Aventuriers est diffusée entre le 23 mai 2016 et le 1er juillet 2016 sur W9 et présentée par Moundir Zoughari.
- Box aux enchères est diffusée à partir du 18 juin 2016 sur D8.
- La troisième saison de Norbert, commis d'office est diffusée entre le 24 juin 2016 et le 18 novembre 2016 sur 6ter.
- La première saison de Ninja Warrior : Le parcours des héros est diffusée entre le 8 juillet 2016 et le 12 août 2016 sur TF1.
- La onzième saison de L'amour est dans le pré est diffusée entre le 11 juillet 2016 et le 31 octobre 2016 sur M6.
- La troisième saison de Les Marseillais et les Ch'tis vs Le Reste du Monde est diffusée entre le 22 août 2016 et le 11 novembre 2016 sur W9 et présentée par David Lantin. Elle a été remportée par les Marseillais et les Ch'tis.
- La Revanche des ex est diffusée entre le 22 août 2016 et le 21 octobre 2016 sur NRJ 12 et présentée par Amélie Neten.
- La seizième saison de Koh-Lanta : l'île au trésor est diffusée entre le 26 août 2016 et le 9 décembre 2016 sur TF1. Elle a été remportée par Benoît Assadi.
- La dixième saison de Secret Story est diffusée le 26 août 2016 sur TF1 (pour le lancement seulement) puis entre le 29 août 2016 et le 17 novembre 2016 sur NT1 et présentée par Christophe Beaugrand. Elle a été remportée par Julien Geloën.
- La troisième saison de The Voice Kids est diffusée entre le 27 août 2016 et le 8 octobre 2016 sur TF1. Elle a été remportée par Manuela Diaz, coachée par M. Pokora.
- La cinquième saison de Le Meilleur Pâtissier est diffusée entre le 12 octobre 2016 au 7 décembre 2016 sur TF1. Elle a été remportée par Chelsea.
- La septième saison de Danse avec les stars est diffusée entre le 15 octobre 2016 et le 16 décembre 2016 sur TF1. Elle a été remportée par Laurent Maistret.
- La troisième saison de Friends Trip est diffusée entre le 24 octobre 2016 et le 16 décembre 2016 sur NRJ 12. Elle a été remportée par Raphaël Pépin.
- La onzième saison de La France a un incroyable talent est diffusée entre le 25 octobre 2016 et le 13 décembre 2016 sur M6. Elle a été remportée par Antonio.
- La première saison de Mariés au premier regard est diffusée entre le 7 novembre 2016 et le 28 novembre 2016 sur M6.
- La quatrième saison de Les Princes de l'amour est diffusée entre le 14 novembre 2016 et le 24 février 2017 sur W9.
- La deuxième saison de La Villa des cœurs brisés est diffusée le 17 novembre 2016 (en prime) et entre le 21 novembre 2016 et le 3 février 2017 (pour les quotidiennes) sur NT1.
- À vos pinceaux est diffusée entre le 27 décembre 2016 et le 7 février 2017 sur France 2 puis France 4.

### 2017

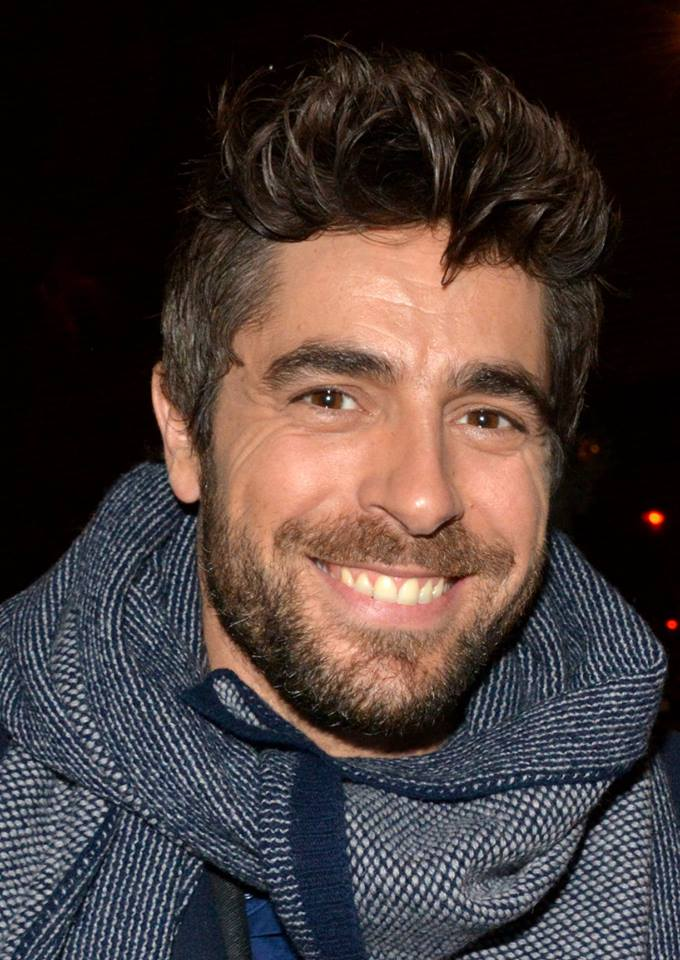
Agustín Galiana.

- The Game of Love est diffusée entre le 2 janvier 2017 et le 3 février 2017 sur NRJ 12.
- La septième saison de Cauchemar en cuisine est diffusée entre le 18 janvier 2017 et le 2 novembre 2017 sur M6.
- La huitième saison de Top Chef est diffusée entre le 25 janvier 2017 et le 19 avril 2017 sur M6. Elle a été remportée par Jérémie Izarn.
- La neuvième saison de Les Anges : Back to Paradise est diffusée entre le 6 février 2017 et le 30 juin 2017 sur NRJ 12.
- La sixième saison de The Voice : La Plus Belle Voix est diffusée entre le 18 février 2017 et le 10 juin 2017 sur TF1. Elle a été remportée par Lisandro Cuxi, coaché par M. Pokora.
- La sixième saison de Les Marseillais : South America est diffusée entre le 27 février 2017 et le 19 mai 2017 sur W9.
- La dix-septième saison de Koh-Lanta : Cambodge est diffusée entre le 10 mars 2017 et le 16 juin 2017 sur TF1. Elle a été remportée par Frédéric.
- La cinquième saison de Patron incognito est diffusée entre le 14 mars 2017 et le 23 janvier 2018 sur M6.
- La quatrième saison de Norbert, commis d'office est diffusée entre le 24 mars 2017 et le 16 juin 2017 sur 6ter.
- La troisième saison de The Island : Les Naufragés est diffusée entre le 10 avril 2017 et le 29 mai 2017 sur M6 et présentée par Mike Horn.
- La deuxième saison de Moundir et les Apprentis Aventuriers est diffusée entre le 22 mai 2017 et le 7 juillet 2017 sur W9.
- La douzième saison de L'amour est dans le pré est diffusée entre le 19 juin 2017 et le 2 octobre 2017 sur M6.
- La deuxième saison de Ninja Warrior : Le parcours des héros est diffusée entre le 23 juin 2017 et le 21 juillet 2017 sur TF1.
- La première saison de 10 couples parfaits est diffusée entre le 3 juillet 2017 et le 31 août 2017 sur NT1 et présentée par Elsa Fayer.
- Undressed est diffusée le 12 juillet 2017 et le 20 juillet 2017 sur NRJ12.
- La quatrième saison de The Voice Kids est diffusée entre le 19 août 2017 et le 30 septembre 2017 sur TF1. Elle a été remportée par Angelina Nava, coachée par Patrick Fiori.
- Cash Island est diffusée entre le 23 août 2017 et le 13 septembre 2017 sur C8.
- Les Incroyables Aventures de Nabilla et Thomas en Australie est diffusée entre le 28 août 2017 et le 20 octobre 2017 sur NRJ 12.
- La deuxième saison de Les Vacances des Anges : Bienvenue chez les Grecs est diffusée entre le 28 août 2017 et le 17 novembre 2017 sur NRJ 12.
- Super Shore Ouvre-toi est diffusée depuis le 28 août 2017 sur MTV.
- La dix-huitième saison de Koh-Lanta : Fidji est diffusée entre le 1re septembre 2017 et le 15 décembre 2017 sur TF1. Elle a été remportée par André.
- La onzième saison de Secret Story est diffusée le 1re septembre 2017 sur TF1 (pour le lancement seulement) puis entre le 4 septembre 2017 et le 7 décembre 2017 sur NT1 et présentée par Christophe Beaugrand. Elle a été remportée par Noré Abdelali.
- La quatrième saison de Les Marseillais vs Le Reste du Monde est diffusée entre le 4 septembre 2017 et le 1re décembre 2017 sur W9. Elle a été remportée par Le Reste du Monde
- La huitième saison de Danse avec les stars est diffusée entre le 14 octobre 2017 et le 13 décembre 2017 sur TF1. Elle a été remportée par Agustín Galiana.
- La sixième saison de Le Meilleur Pâtissier est diffusée entre le 17 octobre 2017 au 12 décembre 2017 sur TF1. Elle a été remportée par Rachel.
- La treizième saison de Nouvelle Star est diffusée entre le 1re novembre 2017 et le 20 décembre 2017 sur M6. Elle a été remportée par Xavier Matheu.
- La deuxième saison de Mariés au premier regard est diffusée entre le 6 novembre 2017 et le 11 décembre 2017 sur M6.
- La douzième saison de La France a un incroyable talent est diffusée entre le 16 novembre 2017 et le 14 décembre 2017 sur M6. Elle a été remportée par Laura Laune.
- La cinquième saison de Norbert, commis d'office est diffusée entre le 1er décembre 2017 et le 3 mars 2018 sur 6ter.
- La cinquième saison de Les Princes et les Princesses de l'amour est diffusée entre le 4 décembre 2017 et le 23 février 2018 sur W9.
- La troisième saison de La Villa des cœurs brisés est diffusée depuis le 7 décembre 2017 (en prime) et entre le 11 décembre 2017 et le 13 avril 2018 (pour les quotidiennes) sur NT1.

### 2018
- La quatrième saison de Friends Trip : Bali est diffusée entre le 8 janvier 2018 et le 23 février 2018 sur NRJ 12. Présentée par Benjamin Machet, elle a été remportée par Corentin Albertini.
- La septième saison de The Voice : La Plus Belle Voix est diffusée entre le 27 janvier 2018 et le 12 mai 2018 sur TF1. Elle a été remportée par Maëlle Pistoia, coachée par Zazie.
- La neuvième saison de Top Chef est diffusée entre le 31 janvier 2018 et le 25 avril 2018 sur M6. Elle a été remportée par Camille Delcroix.
- La septième saison de Les Marseillais : Australia est diffusée entre le 26 février 2018 et le 18 mai 2018 sur W9.
- La dixième saison de Les Anges : Let's Celebrate est diffusée entre le 12 mars 2018 et le 6 juillet 2018 sur NRJ 12.
- Koh-Lanta : Le Combat des héros est diffusée entre le 16 mars 2018 et le 25 mai 2018 sur TF1 et présentée par Denis Brogniart. Elle a été remportée par Clémence Castel.
- Wild, la course de survie est diffusée entre le 26 mars 2018 et le 23 avril 2018 sur M6 et présentée par Stéphane Rotenberg. Elle a été remportée par Emmanuel et Rémi.
- The Island : Célébrités est diffusée entre le 15 mai 2018 et le 19 juin 2018 sur M6 et présentée par Mike Horn.
- La huitième saison de Cauchemar en cuisine est diffusée entre le 23 mai 2018 et le 20 septembre 2018 sur M6.
- La troisième saison de Moundir et les Apprentis Aventuriers est diffusée entre le 21 mai 2018 et le 13 juillet 2018 sur W9. Elle a été remportée par Milla et Julien (équipe rouge)
- La onzième saison de Pékin Express est diffusée entre le 12 juillet 2018 et le 5 septembre 2018 sur M6. Elle a été remportée par Christina et Didier.
- La première saison de La Villa : la Bataille des Couples est diffusée entre le 16 juillet 2018 et le 21 septembre 2018 sur TFX. Elle a été remportée par Jesta Hillman et Benoît Assadi
- Audition secrète : Qui deviendra une star sans le savoir ? est diffusée entre le 24 juillet 2018 et le 21 août 2018 sur M6.
- La treizième saison de L'amour est dans le pré est diffusée entre le 20 août 2018 et le 26 novembre 2018 sur M6.
- La troisième saison de Les Vacances des Anges : ¡Viva España! est diffusée entre le 27 août 2018 et le 30 novembre 2018 sur NRJ 12.
- La troisième saison de Ninja Warrior : Le parcours des héros est diffusée entre le 31 août 2018 et le 5 octobre 2018 sur TF1.
- La cinquième saison de Les Marseillais vs Le Reste du Monde est diffusée depuis le 3 septembre 2018 sur W9. Elle a été remportée par Les Marseillais.
- La septième saison de Le Meilleur Pâtissier est diffusée entre le 12 septembre 2018 et le 14 novembre 2018 sur TF1. Elle a été remportée par Ludovic.
- La deuxième saison de 10 couples parfaits est diffusée entre le 24 septembre 2018 et le 30 novembre 2018 sur TFX.
- La neuvième saison de Danse avec les stars est diffusée entre le 29 septembre 2018 et le 1re décembre 2018 sur TF1. Elle a été remportée par Clément Rémiens.
- La cinquième saison de The Voice Kids est diffusée entre le 12 octobre 2018 et le 7 décembre 2018 sur TF1. Elle a été remportée par Emma Cerchi, coachée par Jenifer.
- La treizième saison de La France a un incroyable talent est diffusée entre le 30 octobre 2018 et le 18 décembre 2018 sur M6. Elle a été remportée par Jean-Baptiste Guégan.
- La sixième saison de Les Princes et les Princesses de l'amour est diffusée entre le 3 décembre 2018 et le 15 février 2019 sur W9.
- La quatrième saison de La Villa des cœurs brisés est diffusée entre le 17 décembre 2018 et le 29 mars 2019 sur TFX.

### 2019

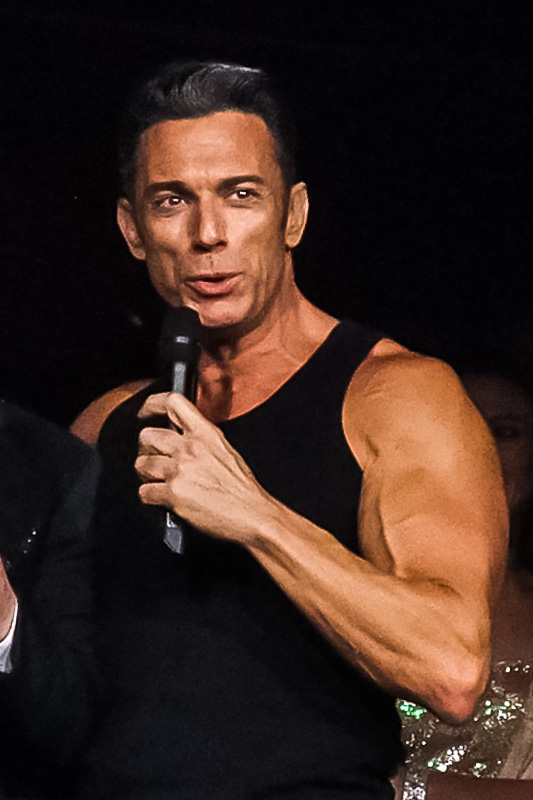
Gérard Vivès.

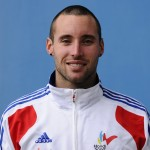
Sami El Gueddari.

- Le sens de l’effort (saison 1), sur M6.
- La onzième saison de Les Anges : En Route pour l'aventure ! puis Back to Miami est diffusée entre le 4 février 2019 et le 5 juillet 2019 sur NRJ 12.
- La dixième saison de Top Chef est diffusée entre le 6 février 2019 et le 8 mai 2019 sur M6. Elle a été remportée par Samuel Albert.
- La huitième saison de The Voice : la plus belle voix est diffusée entre le 9 février 2019 et le 6 juin 2019 sur TF1. Elle a été remportée par Whitney, coachée par Mika.
- La troisième saison de Mariés au premier regard est diffusée entre le 11 février 2019 et le 8 avril 2019 sur M6.
- La huitième saison de Les Marseillais : Asian Tour est diffusée entre le 18 février 2019 et le 10 mai 2019 sur W9.
- La vingtième saison de Koh-Lanta est diffusée entre le 15 mars 2019 et le 21 juin 2019 sur TF1. Elle a été remportée par Maud.
- La troisième saison de 10 couples parfaits est diffusée entre le 1re avril 2019 et le 7 juin 2019 sur TFX.
- La neuvième saison de L'île de la tentation est diffusée entre le 25 avril 2019 et le 13 juin 2019 sur W9 et présentée par Julie Taton.
- La quatrième saison de Moundir et les Apprentis Aventuriers est diffusée entre le 13 mai 2019 et le 5 juillet 2019 sur W9.
- La quatrième saison de Ninja Warrior : Le parcours des héros est diffusée entre le 5 juillet 2019 au 2 août 2019 sur TF1 et présentée par Christophe Beaugrand, Iris Mittenaere et Denis Brogniart. Elle a été remportée par Jean Tezenas du Montcel.
- La deuxième saison de Je suis une célébrité, sortez-moi de là ! est diffusée entre le 9 juillet 2019 et le 20 août 2019 sur TF1 et présentée par Laurence Boccolini et Christophe Dechavanne. Elle a été remportée par Gerard Vives.
- La douzième saison de Pékin Express est diffusée entre le 18 juillet 2019 et le 19 septembre 2019 sur M6 et présenté par Stéphane Rotemberg. Elle a été remportée par Laëticia et Aurélie.
- La sixième saison de The Voice Kids est diffusée entre le 23 août 2019 et le 25 octobre 2019 sur TF1. Elle a été remportée par Soan Arhimann, coaché par Amel Bent.
- La deuxième saison de La Villa : la Bataille des Couples est diffusée entre le 26 août 2019 et le 23 novembre 2019 sur TFX. Elle a été remportée par Mélanie Dedigama et Vincent.
- La quatorzième saison de L'amour est dans le pré est diffusée entre le 29 août 2019 et le 9 décembre 2019 sur M6.
- La quatrième saison de Les Marseillais vs le Reste du monde présentée par Catalia Rasami et est diffusée entre le 2 septembre 2019  et le 29 novembre 2019 sur W9. Elle a été remportée par Les Marseillais.
- La dixième saison de Danse avec les stars est diffusée entre le 21 septembre 2019 et le 23 novembre 2019 sur TF1. Elle a été remportée par Sami El Gueddari.
- La quatorzième saison de La France a un incroyable talent est diffusée entre le 22 octobre 2019 et le 10 décembre 2019 sur M6.Elle a été remportée par Le Cas Pucine.
- La première saison de Mask Singer est diffusée entre le 8 novembre 2019 et le 13 décembre 2019 sur TF1 et présentée par Camille Combal. Elle a été remportée par la licorne: Laurence Boccolini.
- La cinquième saison de La Villa des cœurs brisés est diffusée entre le 25 novembre 2019 et le 13 mars 2020 sur TFX.
- La septième saison de Les Princes et les Princesses de l'amour : La Guerre des trônes est diffusée entre le 2 décembre 2019 et le 14 février 2020 sur W9.

### 2020
- Forces spéciales : l'expérience sur M6.
- La quatrième saison de Mariés au premier regard est diffusée entre le 6 janvier 2020 et le 2 mars 2020 sur M6.
- Mamans et célèbres est diffusée entre le 6 janvier 2020 et le 20 mars 2020 sur TFX.
- La septième saison de Patron incognito est diffusée du 8 janvier 2020 au 30 mars 2020 sur M6.
- La neuvième saison de The Voice : La Plus Belle Voix est diffusée entre le 18 janvier 2020  et le 6 juin 2020 sur TF1. Elle a été remportée par Abi Bernadoth, coaché par Pascal Obispo.
- La douzième saison de Les Anges : Asian Dream est diffusée entre le 3 février 2020 et le 20 mars 2020 sur NRJ 12. La diffusion a été interrompue momentanément en raison de la pandémie Covid-19. Une diffusion complète a repris du 6 juillet 2020 au 4 décembre 2020 sur NRJ 12.
- La neuvième saison de Les Marseillais : aux Caraïbes est diffusée entre le 17 février 2020 et le 11 juin 2020 sur W9.
- Koh-Lanta : L'Île des héros est diffusée entre le 21 février 2020 et le 5 juin 2020 sur TF1. Elle a été remportée par Naoil.
- Love Island France est diffusée entre le 2 mars 2020 et le 16 mars 2020 sur Amazon Prime Video. Cette émission est interrompue en raison de la pandémie Covid-19. Elle a été remportée par Angèle et Tristan.
- La treizième saison de Pékin Express est diffusée du 25 février 2020 au 7 avril 2020 sur M6. Elle a été remportée par Julie et Denis.
- La onzième saison de Top Chef est diffusée du 19 février 2020 au 22 juin 2020 sur M6. Elle a été remportée par David Galienne.
- La première saison de The Circle France est diffusée depuis le 9 avril 2020 sur Netflix. Elle a été remportée par Romain.
- La quinzième saison de La France a un incroyable talent est diffusée du 20 octobre 2020 au 15 décembre 2020 sur M6. Elle a été remportée par la famille Lefèvre.
- La quatrième saison de 10 couples parfaits devait être diffusée au mois d'avril mais à cause de la pandémie du Covid-19, la diffusion a été reportée. Elle est diffusée du 17 août 2020 au 13 novembre 2020 sur TFX, présentée par Elsa Fayer.
- La cinquième saison de Les Marseillais vs le Reste du monde est diffusée entre le 31 août 2020 et le 27 novembre 2020 sur W9. Elle a été remportée par le Reste du monde.
- La septième saison de The Voice Kids est diffusée du 22 août 2020 au 10 octobre 2020 sur TF1. Elle a été remportée par Rébecca Sayaque, coachée par Patrick Fiori.
- La vingt-et-unième saison « normale » de Koh-Lanta est diffusée du 28 août jusqu'au 4 décembre 2020 sur TF1. Elle a été remportée par Alexandra.
- La neuvième saison de Le Meilleur Patissier est diffusée du 30 septembre 2020 au 30 décembre 2020 sur M6. Elle a été remportée par Élodie.
- La deuxième saison de Mask Singer est diffusée du 17 octobre  jusqu'au 27 novembre 2020 sur TF1 et présentée par Camille Combal. Elle a été remportée par le manchot : Larusso.
- L'unique saison de Tout Simplement Kim est diffusée le 22 octobre 2020 sur TFX et est consacrée à Kim Glow.
- La sixième saison de La Villa des cœurs brisés aurait dû être diffusée à partir du 16 novembre 2020 sur TFX, mais la pandémie de Covid-19 a causé la suspension de la diffusion faute d'annonceurs pour la chaîne.
- La huitième saison de Les Princes et les Princesses de l'amour est diffusée du 30 novembre 2020 au 19 février 2021 sur W9 (voix off : Julien Bert).
- La première saison de Lego Masters est diffusée du 23 décembre 2020 au 12 janvier 2021 sur M6 et présentée par Éric Antoine. Elle a été remportée par David et Sebastien.

### 2021
- La cinquième saison de Ninja Warrior est diffusée du 2 janvier 2021 au 30 janvier 2021 sur TF1. Il n'y a aucun vainqueur.
- La sixième saison de La Villa des cœurs brisés a été diffusé du 15 février 2021 au 25 juin 2021 sur TFX.
- La dixième saison de The Voice : La Plus Belle Voix est diffusée du 6 février 2021 au 15 mai 2021 sur TF1. Elle a été remportée par Marghe Davico, coachée par Florent Pagny.
- La dixième saison de Les Marseillais : à Dubaï est diffusée du 22 février 2021 au 14 mai 2021 sur W9.
- La quatorzième saison de Pékin Express est diffusée du 23 février 2021 au 27 avril 2021 sur M6. Elle a été remportée par Christophe et Claire.
- La vingt-deuxième saison de Koh-Lanta est diffusée du 12 mars 2021 au 4 juin 2021 sur TF1. Elle a été remportée par Maxine.
- La quatrième saison de Les Vacances des Anges est diffusée du 29 mars 2021 au 2 juillet 2021 sur NRJ 12.
- La cinquième saison de Mariés au premier regard est diffusée du 8 mars 2021 au 17 mai 2021 sur M6.
- La première saison de Objectif : Reste du Monde est diffusée du 17 mai 2021 au 26 aout 2021 sur W9.
- La quatrième saison de Le Meilleur Pâtissier : Les Professionnels est diffusée du 4 mai au 1er juin 2021 sur M6.
- La huitième saison de Patron incognito est diffusée du 24 mai 2021 au 31 mai 2021 sur M6.
- Koh-Lanta : La Légende est diffusée du 24 août 2021 au 14 décembre 2021 sur TF1. Il n'y a eu aucun vainqueur à la suite de tricheries.
- La troisième saison de La Bataille des Couples est diffusée du 30 août 2021 au 26 novembre 2021 sur TFX. Elle a été remportée par Maxime et Valerya Merkouchenko
- La sixième saison de Les Marseillais vs Le Reste du Monde est diffusée depuis le 30 août 2021 sur W9.
- La onzième saison de Danse avec les stars est diffusée du 17 septembre 2021 au 26 novembre sur TF1. Elle a été remportée par Tayc.
- La dixième saison du Meilleur Pâtissier est diffusée du 7 octobre 2021 au 30 décembre 2021 sur M6. Elle a été remportée par Maud.
- The Voice All Stars est diffusée du 11 septembre 2021 au 23 octobre 2021 sur TF1. Elle a été remportée par Anne Sila, coachée par Florent Pagny.
- La seizième saison de L'amour est dans le pré est diffusée du 30 août 2021 au 29 novembre 2021 sur M6.
- La neuvième saison de Les Princes et Princesses de l'amour est diffusée du 29 novembre 2021 au 4 février 2022, déprogrammée[29] pour faute d'audience, elle devait normalement se terminer le 18 février 2022 sur W9.
- La deuxième saison de Lego Masters est diffusée du 28 décembre 2021 au 11 janvier 2022 sur M6.

### 2022
- La cinquième saison de 10 couples parfaits est diffusée du 3 janvier 2022 au 25 mars 2022 sur TFX.
- La sixième saison de Ninja Warrior est diffusée du 7 janvier 2022 au 11 février 2022 sur TF1. Elle a été remportée par Clément Gravier.
- La neuvième saison de Patron incognito est diffusée du le 10 janvier 2022 au 20 octobre 2022 sur M6.
- La deuxième saison de Qui veut être mon associé ? est diffusée du 5 janvier au 2 février 2022 sur M6.
- La onzième saison de The Voice : La Plus Belle Voix est diffusée du 12 février 2022 au 21 mai 2022 sur TF1. Elle a été remportée par Nour Brousse, coachée par Florent Pagny.
- La quinzième saison de Pékin Express est diffusée du 10 février au 14 avril 2022 sur M6. Elle a été remportée par Lucas et Nicolas.
- La onzième saison de Les Marseillais : au Mexique est diffusée depuis le 21 février 2022 sur W9.
- Koh-Lanta : Le Totem maudit est diffusée du 22 février 2022 au 21 juin 2022 sur TF1. Elle a été remportée par Bastien et François.
- La sixième saison de Mariés au premier regard est diffusée du 28 mars 2022 au 27 juin 2022 sur M6.
- La troisième saison de Mask Singer est diffusée du 1er avril 2022 au 13 mai 2022 sur TF1. Elle a été remportée par le papillon : Denitsa Ikonomova.
- La septième saison de La Villa des cœurs brisés est diffusée du 28 mars 2022 au 1er juillet 2022 sur TFX.
- La cinquième saison des Apprentis aventuriers est diffusée du 16 mai 2022 au 8 juillet 2022 sur W9
- La deuxième saison du Reste du Monde : Romance à Ibiza est diffusée depuis le 11 juillet 2022 sur W9.
- La première saison de Drag Race France est diffusée du 25 juin 2022 au 13 août 2022 sur France 2
- La seizième saison de Pékin Express est diffusée du 6 juillet 2022 au 10 août 2022 sur M6. Elle a été remportée par Inès Reg et Anaïs.
- La sixième saison de la JLC family : ensemble c'est tout est diffusée du 15 août 2022 au 26 août 2022 sur TFX.
- La huitième saison de The Voice Kids est diffusée du 20 août 2022 au 8 octobre 2022 sur TF1. Elle a été remportée par Raynaud Sadon, coaché par Patrick Fiori.
- La quatrième saison de Mask Singer est diffusée du 23 août 2022 au 11 octobre 2022 sur TF1. Elle a été remportée par la tortue : Amaury Vassili.
- La dix-septième saison de L'amour est dans le pré est diffusée du 22 août 2022 au 14 novembre 2022 sur M6.
- La douzième saison de Danse avec les stars est diffusée du 9 septembre 2022 au 11 novembre 2022 sur TF1. Elle a été remportée par Billy Crawford.
- La onzième saison du Meilleur Pâtissier est diffusée du 7 septembre 2022 au 7 décembre 2022 sur M6. Elle a été remportée par Manon.
- La première saison des Cinquante est diffusée depuis du 5 septembre 2022 au 11 novembre 2022 sur W9[30]. Elle a été remportée par Julien Bert.
- La première saison de La Bataille des clans est diffusée depuis le 29 septembre 2022 sur TFX[31].
- La dixième saison de Star Academy est diffusée du 15 octobre 2022 au 26 novembre 2022 sur TF1 et TFX. Elle a été remportée par Anisha Jo Anyjaine.
- La troisième saison de Lego Masters est diffusée du 17 octobre 2022 au 17 novembre 2022 sur M6.
- La dix-septième saison de La France a un incroyable talent est diffusée depuis le 18 octobre 2022 au 20 décembre 2022 sur M6. Elle a été remportée par Rayane.
- La première saison de Le Cross : Les Marseillais vs Le Reste du Monde vs Les Motivés est diffusée du 14 novembre 2022 au 10 février 2023 sur W9.

### 2023
- La septième saison de Ninja Warrior a été diffusée du 7 janvier 2023 au 11 février 2023 sur TF1.
- La troisième saison de Qui veut être mon associé ? est diffusée du 4 janvier 2023 sur M6.
- La dixième saison de Patron incognito est diffusée du 9 janvier 2023 au 13 février 2023 sur M6.
- La sixième saison des Apprentis Aventuriers est diffusée du 13 février 2023 au 24 avril 2023 sur W9.
- Koh-Lanta : Le Feu sacré est diffusée du 21 février 2023 au 13 juin 2023 sur TF1. Elle a été remportée par Frédéric.
- La douzième saison de The Voice : La Plus Belle Voix est diffusée du 25 février 2023 au 5 juin 2023 sur TF1.
- La septième saison de Mariés au premier regard est diffusée du 20 mars 2023 au 5 juin 2023 sur M6.
- La huitième saison de La Villa des cœurs brisés est diffusée depuis le 3 avril sur TFX.
- La dix-septième saison de Pékin Express est diffusée du 16 février 2023 au 20 avril 2023 sur M6. Elle a été remportée par Xavier et Céline.
- La cinquième saison de Mask Singer est diffusée du 14 avril 2023 au 2 juin 2023 sur TF1.
- La première saison Love Island France est diffusé du 24 avril 2023 au 30 juin 2023 sur M6 et W9.
- La deuxième saison de Drag Race France est diffusée du 30 juin 2023 au 25 août 2023 sur France 2.
- La huitième saison de Ninja Warrior est diffusée du 7 juillet 2023 au 11 août 2023 sur TF1.
- La deuxième saison des Traîtres est diffusée depuis le 12 juillet 2023 sur M6. Elle a été remportée par Juju Fitcats.
- La première saison de Ma mère, ton père, l'amour et moi est diffusée du 3 août 2023 au 24 août 2023 sur TF1, présentée par Hélène Mannarino.
- La première saison de Time to Love : La Roue de l'amour est diffusée du 24 août 2023 au sur TF1[réf. nécessaire].
- La deuxième saison des Cinquante est diffusée du 4 septembre 2023 au 1er décembre 2023 sur W9. Elle a été remportée par Amélie Neten.
- La douzième saison du Meilleur Pâtissier est diffusée du 6 septembre 2023 au 14 décembre 2023 sur M6[réf. nécessaire].
- La onzième saison de Star Academy est diffusée du 4 novembre 2023 au 3 février 2024 sur TF1. Elle a été remportée par Pierre Garnier.
- La première saison de Frenchie Shore est diffusée depuis le 11 novembre 2023 sur MTV.
- La quatrième saison de Lego Masters est diffusée du 25 décembre 2023 au 2 janvier 2024 sur M6.
- La première saison de Destination X : sauront-ils se repérer ? est diffusée à partir du 28 décembre sur M6. Elle a été remportée par Hélène.

### 2024
- La quatrième saison de Qui veut être mon associé ? est diffusée depuis le 17 janvier 2024 sur M6.
- La dixième saison de L'Île de la tentation est diffusée depuis le 18 janvier 2024 sur W9, présentée par Delphine Wespiser.
- La septième saison des Apprentis Aventuriers est diffusée du 22 janvier 2024 au 29 mars 2024 sur W9.
- La première saison de We Are Open est diffusée du 1er février 2024 au 29 juin 2024 sur OHO Live.
- La dix-huitième saison de Pékin Express est diffusée du 8 février 2024 au 4 mai 2024 sur M6.
- La treizième saison de The Voice : La Plus Belle Voix est diffusée du 10 février 2024 au 25 mai 2024 sur TF1.
- Koh-Lanta : Les Chasseurs d'immunité est diffusée du 13 février 2024 au 4 juin 2024 sur TF1.
- La treizième saison de Danse avec les Stars est diffusée du 16 février 2024 au 26 avril 2024 sur TF1.
- La huitième saison de Mariés au premier regard est diffusée depuis le 18 mars 2024 sur M6.
- La première saison de Arnacœur ou prince charmant est diffusée depuis le 25 mars 2024 sur M6.
- La première saison de The Power : qui a le pouvoir ? est diffusée du 1er avril 2024 au 24 mai 2024 sur W9.
- La première saison de Mauvais joueurs est diffusée depuis le 17 avril 2024 sur Netflix.
- La douzième saison de Secret Story est diffusée du 23 avril 2024 au 18 juin 2024 sur TF1.
- La sixième saison de Mask Singer est diffusée du 3 mai 2024 au 22 juin 2024 sur TF1.
- La troisième saison de Drag Race France est diffusée du 31 mai au 19 juillet sur France 2.
- La première saison des Apprentis Champions est diffusée du 27 mai 2024 au 26 juillet 2024 sur W9.
- La neuvième saison de La Villa des cœurs brisés est diffusée depuis le 12 août sur TFX.
- La troisième saison de Les Traîtres est diffusée du 15 août 2024 au 27 septembre 2024.
- Koh-Lanta : La Tribu maudite est diffusée depuis le 20 août 2024 sur TF1.
- La troisième saison de Les Cinquante est diffusée depuis le 2 septembre sur W9.
- La dix-neuvième saison de Pékin Express du 14 septembre au 18 octobre sur M6.
- La première saison de Le Golden Bachelor est diffusée du 18 septembre au 2 octobre sur M6.
- La première saison de Le Maître du Jeu est diffusée à partir du 11 octobre sur TF1.
- La première saison de Loups Garous est diffusée à partir du 11 octobre sur Canal+.
- La douzième saison de Star Academy est diffusée depuis le 12 octobre sur TF1.
- La première saison de Reality Club est diffusée depuis le 14 octobre 2024 sur OHO Live.
- La dix-neuvième saison de La France a un incroyable talent est diffusée depuis le 29 octobre sur M6.
- La deuxième saison de Frenchie Shore est diffusée depuis le 23 novembre 2024 sur MTV.
- La première saison de The Cerveau est diffusée à partir du 9 décembre 2024 sur W9, gagnée par Jonathan.

### 2025
- La onzième saison de L'Île de la tentation est diffusée du 15 janvier 2025 au 25 mars 2025 sur W9, présentée par Delphine Wespiser.
- La vingtième saison de Pékin Express est diffusée du 16 janvier 2025 au 5 avril 2025 sur M6.
- La première saison de Ex on the Beach France est diffusée depuis le 25 janvier 2025 sur Paramount+.
- La huitième saison des Apprentis Aventuriers est diffusée depuis le 27 janvier 2025 sur W9.
- Koh-Lanta : La Revanche des 4 Terres est diffusée depuis le 25 février 2025 sur TF1.
- La seizième saison de Top Chef est diffusée depuis le 26 mars 2025 sur M6.
- La neuvième saison de Mariés au premier regard est diffusée depuis le 31 mars 2025 sur M6+.
- La deuxième saison de The Power : qui a le pouvoir ? est diffusée depuis le 7 avril 2025 sur W9
- La septième saison de la JLC family : ils brisent le silence est diffusée depuis le 21 avril 2025 sur TFX.
- La quatrième saison des Traîtres est diffusée du 3 avril 2025 au 10 mai 2025 sur M6.
- La treizième saison de Secret Story est diffusée depuis le 10 juin 2025 sur TF1 et TFX.
- La première saison de The Detective Club : qui a volé Kiki ? est diffusée depuis le 16 juin 2025 sur W9.
- La première saison de Drag Race France All Stars est diffusée depuis le 10 juillet 2025 sur France 2 et sur france.tv.